# Mitsubishi Colt
Mitsubishi Colt ist der Name einer Reihe von Personenkraftwagen des japanischen Automobilherstellers Mitsubishi Motors. Von Herbst 1962 bis Herbst 1969 hießen alle Pkw von Mitsubishi, außer dem kleinen Minica und dem großen Debonair, „Colt“, ergänzt um eine Zahl für den Hubraum, die von 600 bis 1500 reichte.
Seit Ende 1978 ist Colt eine Modellbezeichnung. Die ersten vier Modellgenerationen werden der Kompaktklasse zugeordnet; die fünfte und sechste Generation waren kleiner und gelten daher nach heutigen Maßstäben als Kleinwagen. Der ab 2004 zeitweise in Born von NedCar gebaute Colt war von 2006 bis 2009 auch als Cabriolet erhältlich. Seit Oktober 2023 wird in Europa die siebte Generation des Colt verkauft, die auf dem Renault Clio V aufbaut.
In einigen Ländern wurde der Colt unter der Bezeichnung Mirage verkauft.

## Namensursprung
Colt heißt „männliches Fohlen“ bzw. „junges Pferd“. Möglicherweise sollte mit der Namenswahl signalisiert werden, dass der Colt das kleinste Fahrzeug der Mitsubishi-Produktpalette ist. Unabhängig davon ist 'Colt' eine umgangssprachliche Bezeichnung für Revolver.

## Geschichte
Im Herbst 1962 kam der Colt 600 als Nachfolger des Mitsubishi 500 auf den Markt. Bei gleicher Technik mit Zweizylinder-Heckmotor und gleichem Radstand wurde die Karosserie überarbeitet und vergrößert. Einige Monate später wurde auch eine Stufenhecklimousine der unteren Mittelklasse angeboten.
Der Designer Giovanni Michelotti zeichnete den Colt 1000 mit relativ großen Fensterflächen. Bald kam auch ein dreitüriger Lieferwagen (Mitsubishi Colt Van) auf den Markt. 1964 verkaufte Mitsubishi fast 30.000 der Lieferwagen-Version.
1965 belegte Mitsubishi mit 46.000 verkauften Exemplaren den vierten Platz unter allen japanischen Herstellern. Im gleichen Jahr erschien das Nachfolgemodell des Typs 600, der Colt 800 F, und nur einen Monat vor dessen Markteinführung der größere Colt 1500. Dank der erfolgreichen Colt-Modell-Familie erreichte die Produktion 1968 mit 130.253 Pkw einen neuen Höchststand.
In den 1970er- und frühen 1980er-Jahren wurde der Colt mit Vorgelege-Getrieben mit zwei getrennten Schalthebeln geliefert. Durch die Kombination der vier Vorwärtsgänge mit zwei schaltbaren Untersetzungen am Achsantrieb waren acht Vorwärtsgänge möglich, von denen jedoch nur sechs sinnvoll zu nutzen waren.
Die Blütezeit des Colt waren die 1990er Jahre. Im Frühjahr 1992 erschien die vierte Generation (CA0) und im Sommer 1996 die fünfte (CJ0). Die Stufenheckversion des Colt wurde in u. a. in Europa als Mitsubishi Lancer verkauft.
Mitte 2004 brachte Mitsubishi die sechste europäische Generation des Colt auf den Markt. Dieser hatte die gleiche Bodengruppe wie der Smart Forfour, und Daimler-Benz war mit technischem Know-how erheblich an der Entwicklung beteiligt. Er war als Dreitürer (CZ3), als Fünftürer und von 2006 bis 2009 auch als viersitziges Cabriolet (Colt CZC) erhältlich.

## Colt 600 (1962–1965)

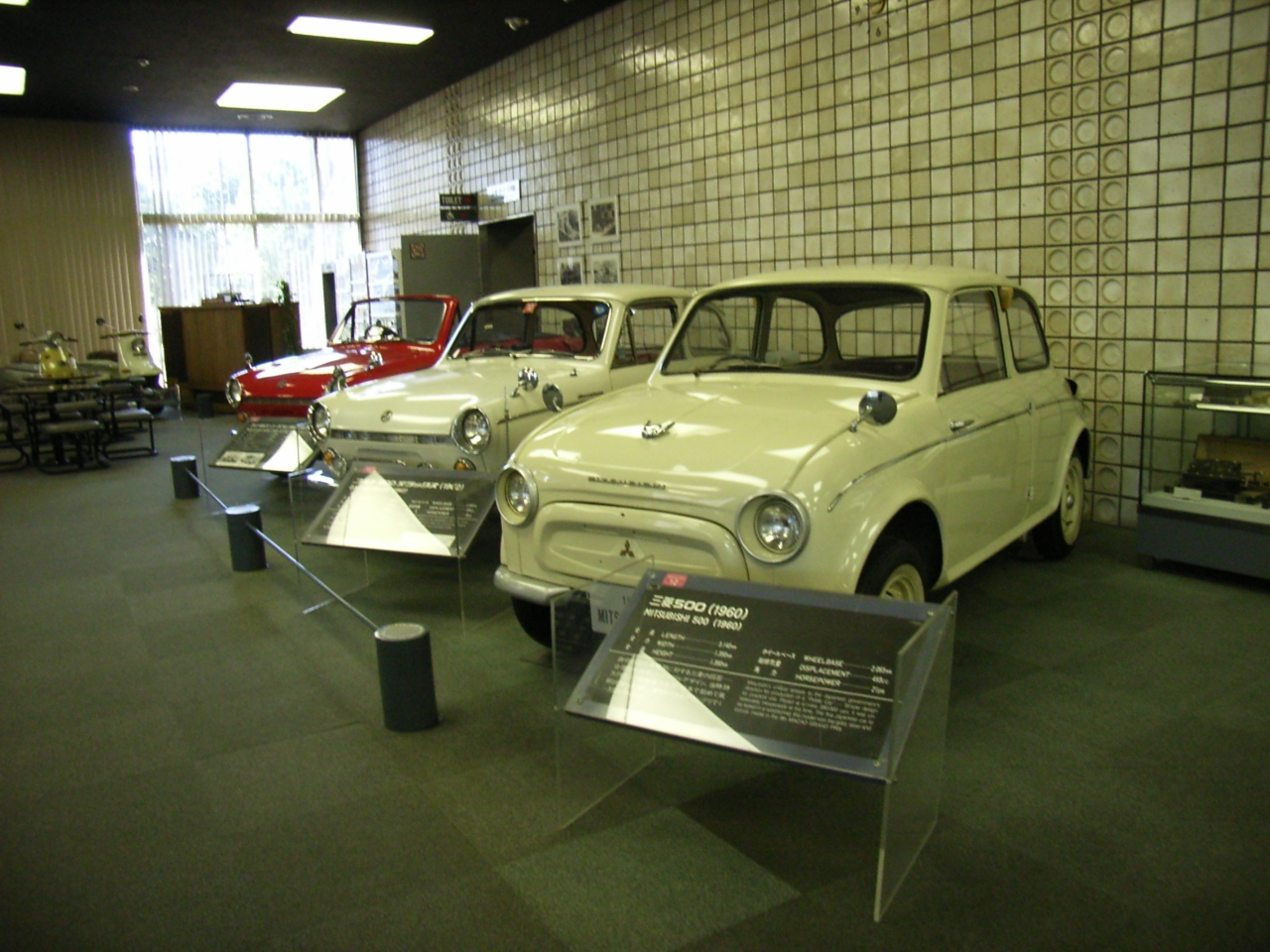
Colt 600 (1962–1965; im Hintergrund); vorne der Mitsubishi 500

Im Herbst 1962 präsentierte Mitsubishi den neuen Colt 600 als Nachfolger des ersten Nachkriegsfahrzeuges 500. Der 90 km/h schnelle Wagen ähnelte dem Goggomobil und dem Fiat 500. Der Hubraum des ersten Colt betrug 594 cm³ und seine Leistung 18 kW/25 PS. Die Karosserie war deutlich kantiger und moderner ausgeführt als beim Vorgänger.

## Colt 800/1000F/1100F (1965–1969)

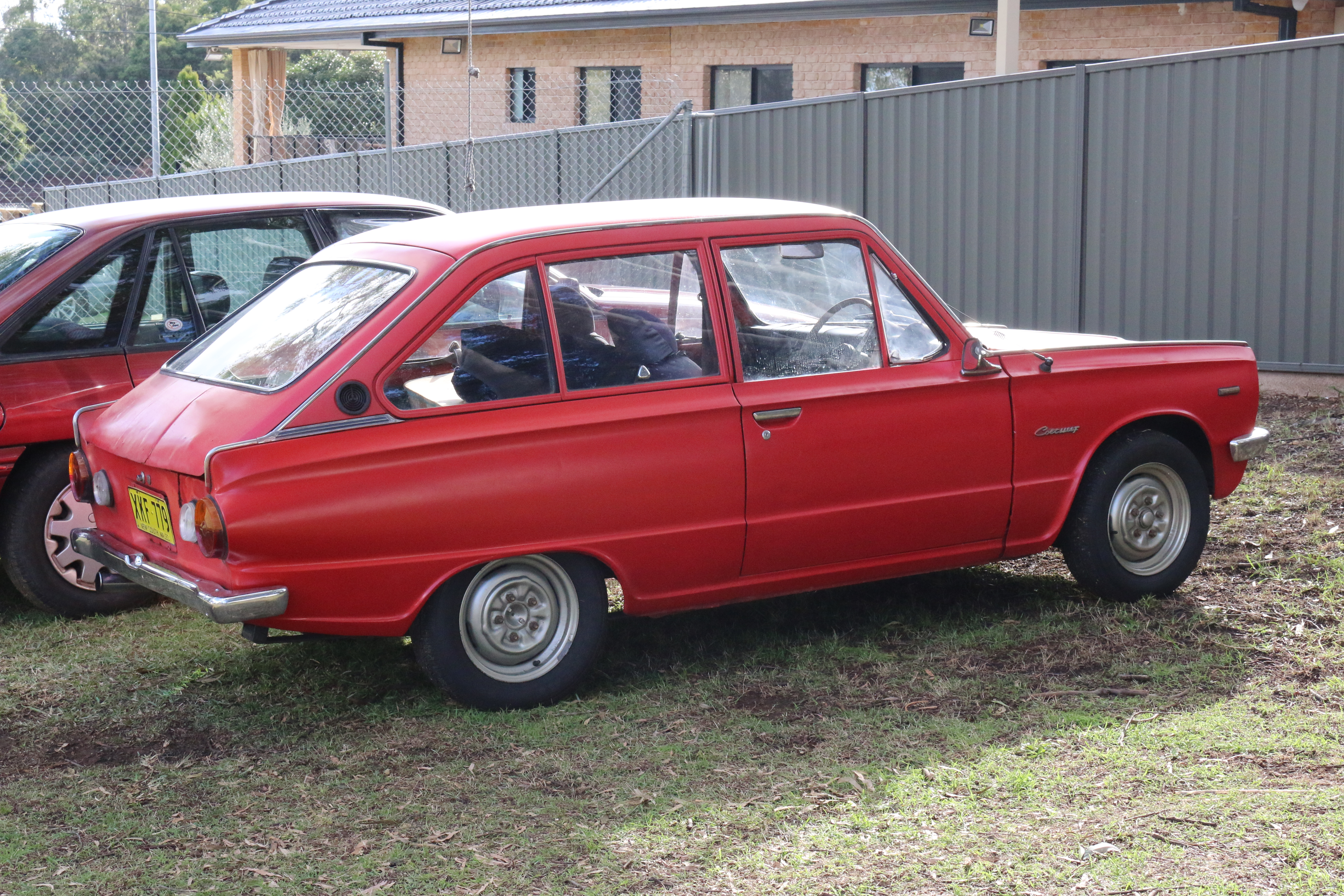
Schrägheck

Mitte 1965 ersetzte Mitsubishi den 600 durch den deutlich größeren Colt 800. Dieser war auch technisch völlig anders ausgelegt. Anstelle des Zweizylinder-Viertakt-Heckmotors im Colt 600 hatte er einen wassergekühlten Dreizylinder-Zweitakt-Frontmotor mit 843 cm³ Hubraum und einer Leistung von 33 kW/45 PS. Der Wagen war als dreitüriges Schrägheckcoupé erhältlich, später auch als viertürige Schräghecklimousine.
Mitsubishi führte den Dreizylinder-Zweitaktmotor zu einer Zeit ein, als DKW und Saab sich von dieser Bauart verabschiedeten. Aber auch in Japan traf der Zweitaktmotor nicht auf ungeteilte Zustimmung. Ab Herbst 1966 gab es deshalb zusätzlich den Colt 1000F mit dem Einliter-Viertakt-Vierzylindermotor des größeren Colt 1000 mit 40 kW (55 PS). 1968 erschien sogar der Colt 1100F mit dem Motor des Colt 1100. Gleichzeitig wurde der Colt 800, im Mai 1969 auch der Colt 1000F eingestellt. Übrig blieb allein der seit 1968 produzierte Colt 1100F (ab 1969 Bezeichnung Colt 11F) mit 1,1-Liter-Vierzylindermotor, den es auch als Super Sport-Version mit 74 SAE-PS (54 kW) gab.

## Colt 1000/1100/1200/1500 (1963–1970)
Als erstes Modell der unteren Mittelklasse produzierte Mitsubishi ab Juni 1963 den Colt 1000 mit einem Einliter-Vierzylinder-Viertaktmotor, der später auch im 1000F verwendet wurde. Angeboten wurden eine viertürige Stufenhecklimousine und ein fünftüriger Kombi.
1965 kam der Colt 1500 mit einer 70 PS-Maschine hinzu, im September 1966 ersetzte der Colt 1100 den 1000, im Mai 1968 folgte der Colt 1200 mit 46 kW (62 PS) auf den 1100; gleichzeitig wurde auch der Colt 1500 modernisiert. Im August 1968 erschien der 1500 Super Sport mit einer Zweivergaseranlage und 62,5 kW (85 PS) und einer Spitzengeschwindigkeit von 155 km/h.
Mitte 1970 endete die Produktion von 1200/1500. In der Folge trugen in Japan die frühen Galant-Modelle offiziell die Bezeichnung Colt Galant; im Export wurde der Name erst Anfang 1978 mit der Baureihe A150 wiederbelebt, der in Japan Mitsubishi Mirage hieß.

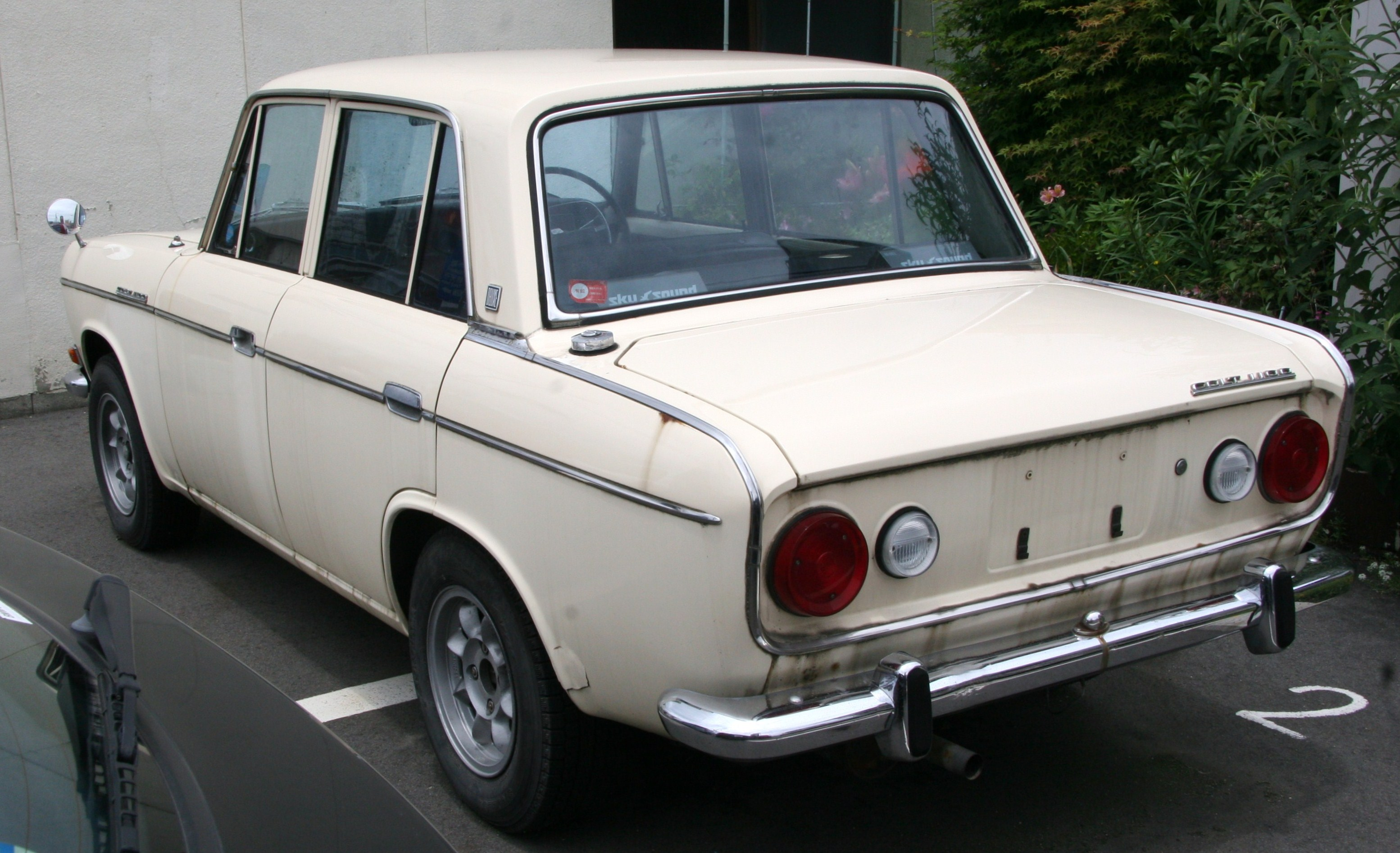
Mitsubishi Colt 1100 als Stufenheck
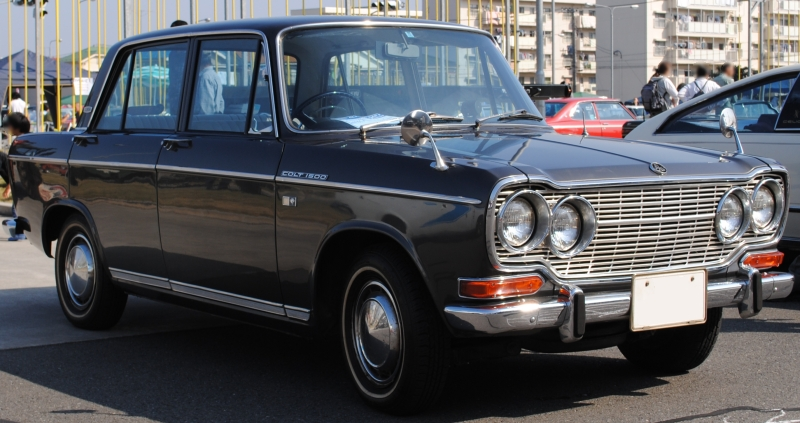
Mitsubishi Colt 1500 (1965)

## Colt (A150, 1978–1984)
Nachdem der Colt seine Europa-Premiere auf dem Genfer Salon im Februar 1978 feierte, wurde er im Dezember des Jahres auch in Deutschland eingeführt und etablierte sich schnell als das dort meistverkaufte Mitsubishi-Modell. Ab Mai 1979 war neben dem Dreitürer eine fünftürige Variante mit längerem Radstand lieferbar.
In Japan wurde dieses Modell als Mirage verkauft. In den USA war dieses Modell als Dodge Colt und Plymouth Champ (später ebenfalls Colt) erhältlich.
Technische Besonderheit des Colt war sein sogenanntes 4×2-Getriebe, ein Vierganggetriebe mit Vorgelege, das in der Economy-Stufe eine sparsame längere und in der Sport-Stufe eine kürzere, für die Beschleunigung vorteilhafte Übersetzung bot.
Im Januar 1980 folgte der Colt GT mit sportlicher Ausstattung, im September 1981 der Colt Turbo mit 77 kW (105 PS) starkem 1,4-Liter-Motor.

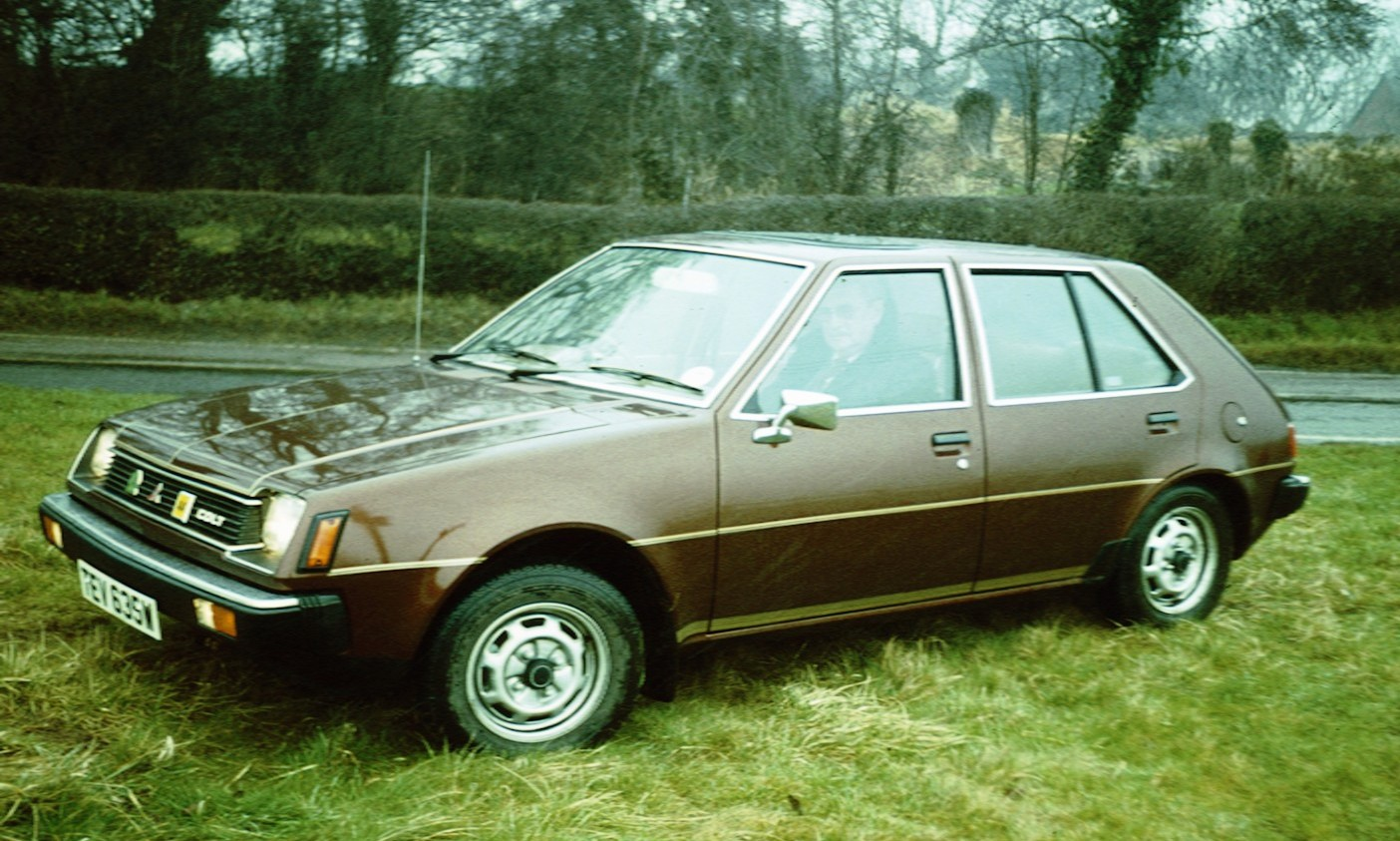
Mitsubishi Colt Fünftürer (1979–1982)
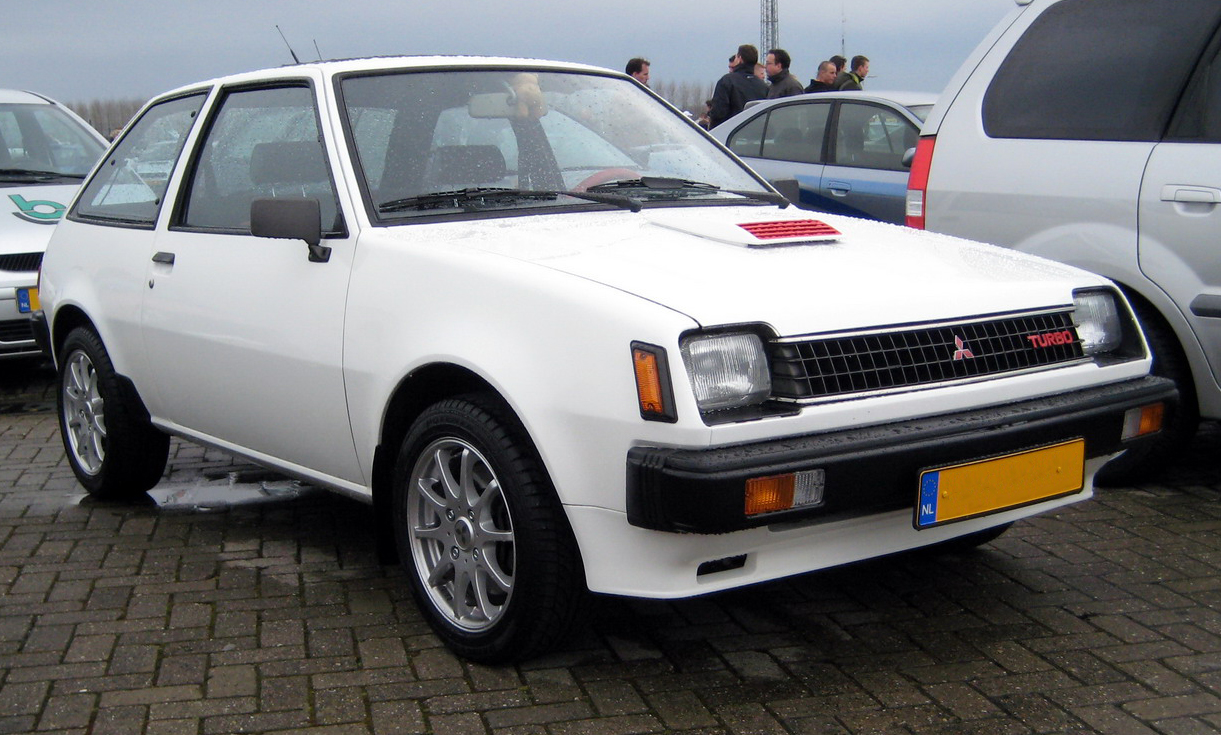
Mitsubishi Colt Turbo (1981–1982)

Im Juli 1982 erfuhr der Colt ein kleines Facelift mit einer geänderten Front und einem neuen Armaturenbrett. Zusätzlich gab es bis Sommer 1983 noch einen Lancer F (oder Fiore). Dieser stellte die Stufenheckversion des Colt A150 dar. Der Lancer F verfügte im Gegensatz zum üblichen Lancer über Frontantrieb.
Die Kunden schätzten den Colt vor allem wegen seiner Geräumigkeit, seiner Wirtschaftlichkeit, seiner extrem hohen Zuverlässigkeit und einem günstigen Preis-Leistungs-Verhältnis.

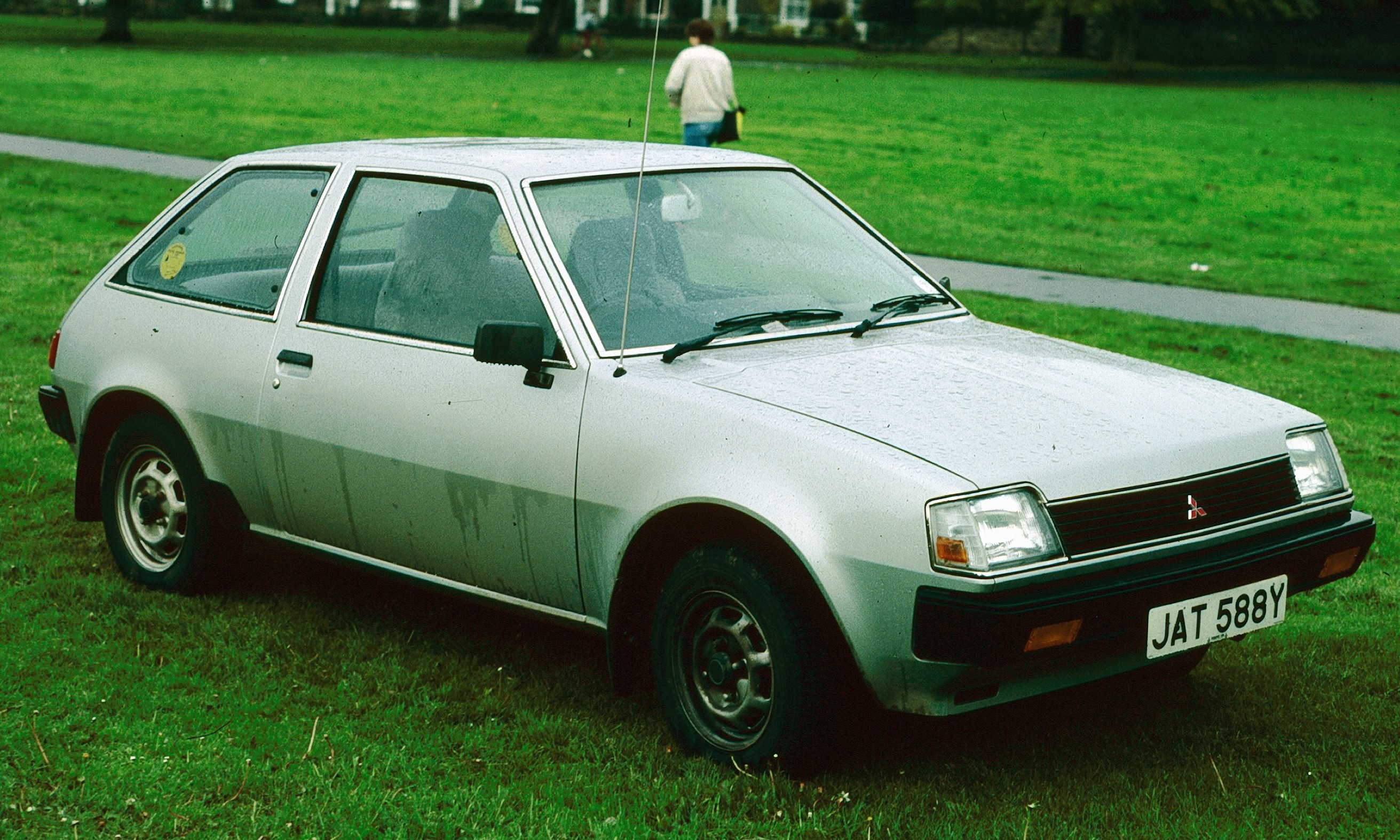
Mitsubishi Colt Dreitürer (1982–1984)
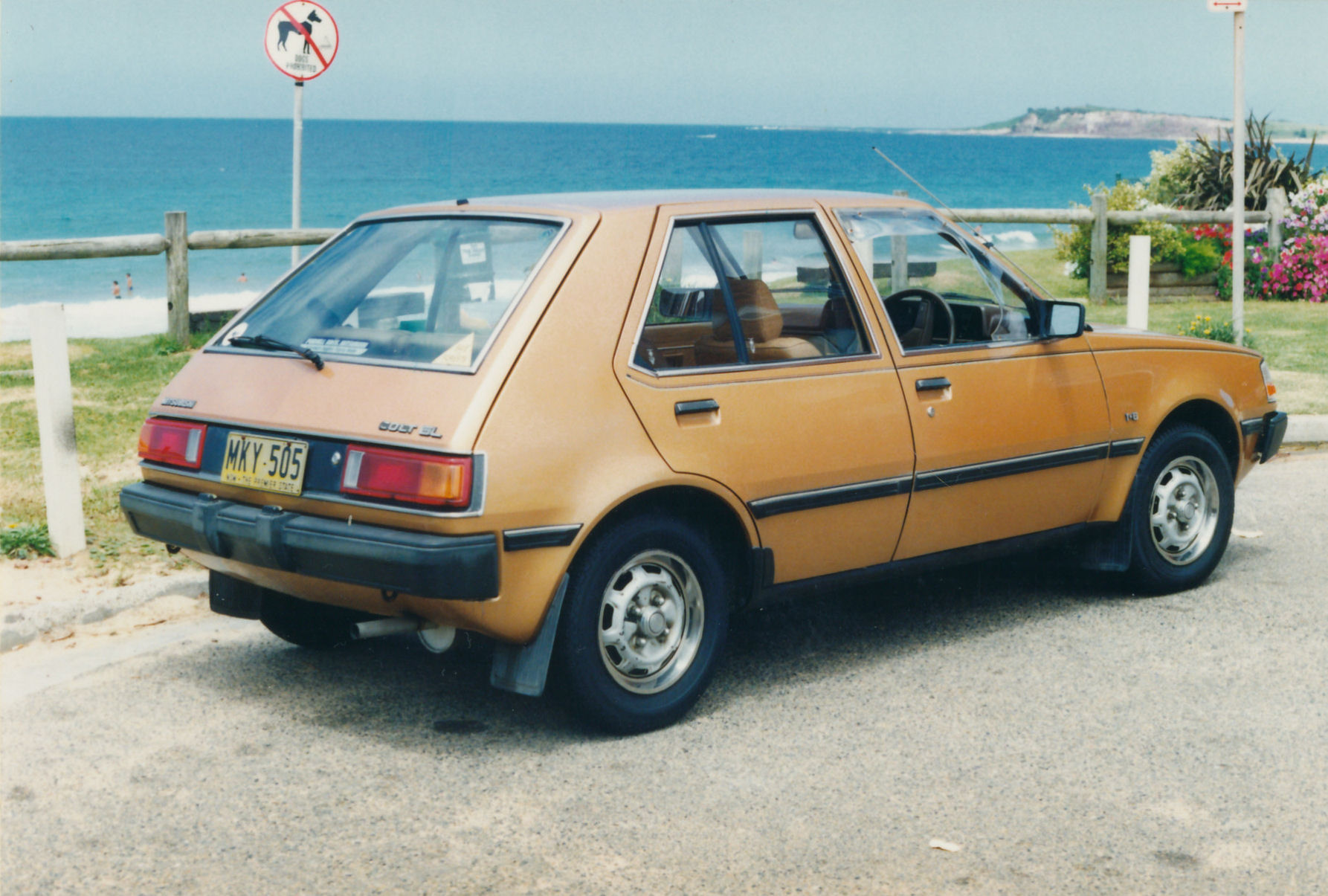
Mitsubishi Colt Fünftürer (1982–1984)
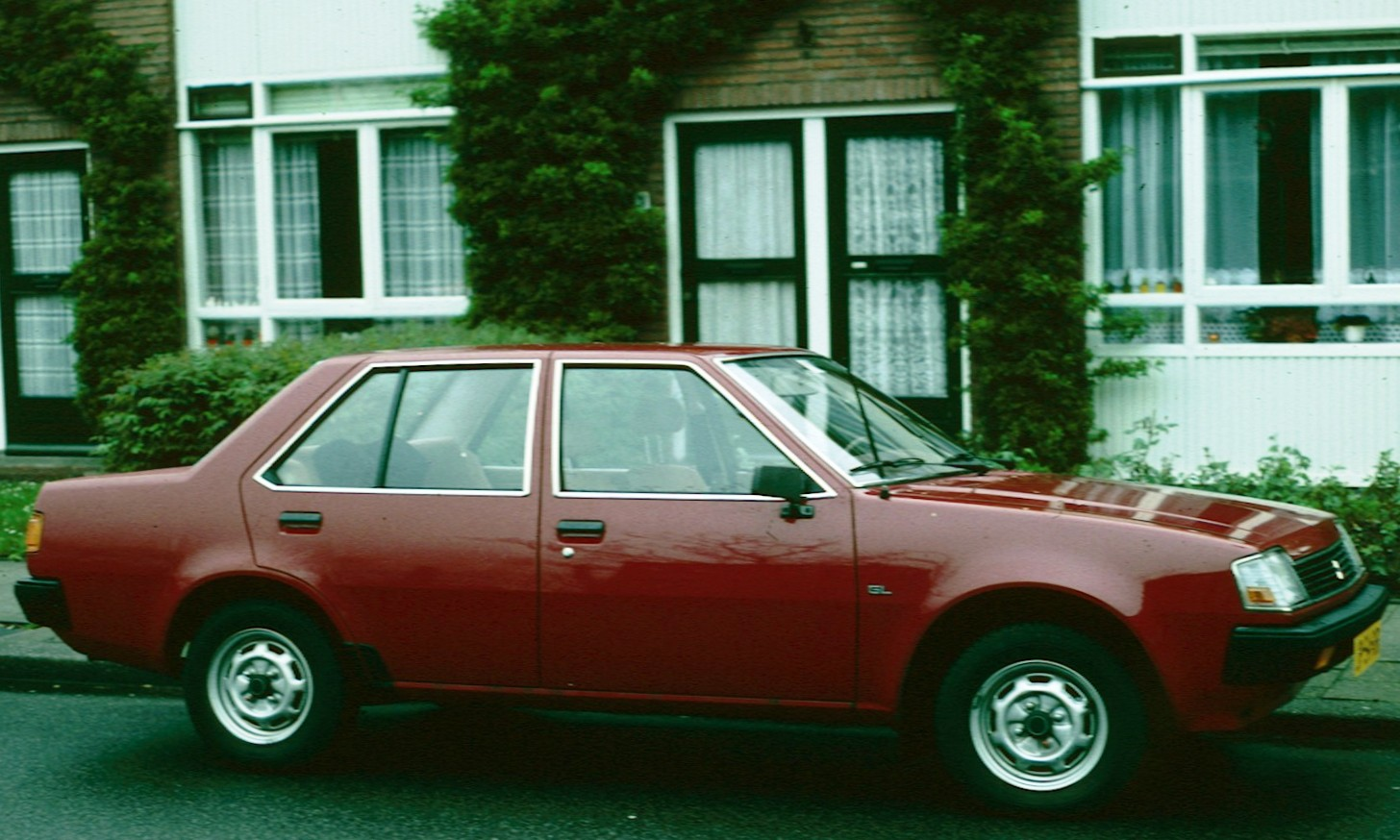
Mitsubiushi Lancer F (1982–1983)

| Mitsubishi Colt           | 1200                                                                                        | 1400                                                                                        |                                                      |
| ------------------------- | ------------------------------------------------------------------------------------------- | ------------------------------------------------------------------------------------------- | ---------------------------------------------------- |
| Motor                     | 4-Zylinder-Reihenmotor (Viertakt), vorne quer                                               | 4-Zylinder-Reihenmotor (Viertakt), vorne quer                                               |                                                      |
| Hubraum                   | 1244 cm³                                                                                    | 1411 cm³                                                                                    |                                                      |
| Bohrung × Hub             | 69,5 × 82 mm                                                                                | 74 × 82 mm                                                                                  |                                                      |
| Leistung bei 1/min        | 40,5 kW (55 PS) bei 5500                                                                    | 51,5 kW (70 PS) bei 5000                                                                    |                                                      |
| Max. Drehmoment bei 1/min | 90 Nm bei 3500                                                                              | 106 Nm bei 3500                                                                             |                                                      |
| Verdichtung               | 9,0 : 1                                                                                     | 9,0 : 1                                                                                     |                                                      |
| Gemischaufbereitung       | 1 Fallstrom-Doppelvergaser                                                                  | 1 Fallstrom-Doppelvergaser                                                                  |                                                      |
| Ventilsteuerung           | Hängende Ventile (obenliegende Nockenwelle, Kette), Leichtmetall-Zylinderkopf               | Hängende Ventile (obenliegende Nockenwelle, Kette), Leichtmetall-Zylinderkopf               |                                                      |
| Kühlung                   | Wasserkühlung                                                                               | Wasserkühlung                                                                               |                                                      |
| Getriebe                  | 4-Gang-Getriebe a.W. mit Vorgelegegetriebe mit „Power“- und „Economy“-Stellung Frontantrieb | 4-Gang-Getriebe a.W. mit Vorgelegegetriebe mit „Power“- und „Economy“-Stellung Frontantrieb |                                                      |
| Radaufhängung vorn        | Federbeinachse, untere Querlenker mit Zugstreben, Schraubenfedern, Stabilisator             | Federbeinachse, untere Querlenker mit Zugstreben, Schraubenfedern, Stabilisator             |                                                      |
| Radaufhängung hinten      | Einzelradaufhängung, Längsschwingen, Schraubenfedern                                        | Einzelradaufhängung, Längsschwingen, Schraubenfedern                                        | Einzelradaufhängung, Längsschwingen, Schraubenfedern |
| Karosserie                | Stahlblech, selbsttragend                                                                   | Stahlblech, selbsttragend                                                                   |                                                      |
| Spurweite vorn/hinten     | 1370/1340 mm                                                                                | 1370/1340 mm                                                                                |                                                      |
| Radstand                  | Dreitürer: 2300 mm Fünftürer: 2380 mm                                                       | Dreitürer: 2300 mm Fünftürer: 2380 mm                                                       |                                                      |
| Abmessungen               | Dreitürer: 3790 × 1585 × 1350 mm Fünftürer: 3895 × 1585 × 1350 mm                           | Dreitürer: 3790 × 1585 × 1350 mm Fünftürer: 3895 × 1585 × 1350 mm                           |                                                      |
| Leergewicht               | 760–805 kg                                                                                  | 770–815 kg                                                                                  |                                                      |
| Höchstgeschwindigkeit     | ca. 145 km/h                                                                                | ca. 155 km/h                                                                                |                                                      |
| 0–100 km/h                | n. a.                                                                                       | n. a.                                                                                       |                                                      |
| Verbrauch (Liter/100 km)  | ca. 9–11                                                                                    | ca. 8–12                                                                                    |                                                      |
| Preis                     | DM 10.490 (12/78)                                                                           | DM 11.490 (12/78)                                                                           |                                                      |

## Colt (C10, 1984–1988)
Im Februar 1984 stellte Mitsubishi Motors die zweite europäische Generation des Colt vor. Die Schräghecklimousine war in vier Motorvarianten erhältlich, erstmals auch mit einem Dieselmotor. Den 1,5-Liter-Ottomotor gab es in einer Schalt- und einer Automatikausführung.
Auf dem japanischen Markt wurde das Modell wieder als Mirage verkauft. In den USA wurde dieses Modell ebenfalls als Mirage angeboten sowie zusammen mit dem Lancer auch als Dodge bzw. Plymouth Colt. Auch gab es hier eine Hochleistungsversion mit dem Namen Mirage Turbo bzw. Dodge Colt Turbo. In Kanada wurde das Modell auch als Eagle Vista verkauft.
Dieses Modell bildete außerdem die Basis für den Hyundai Excel.

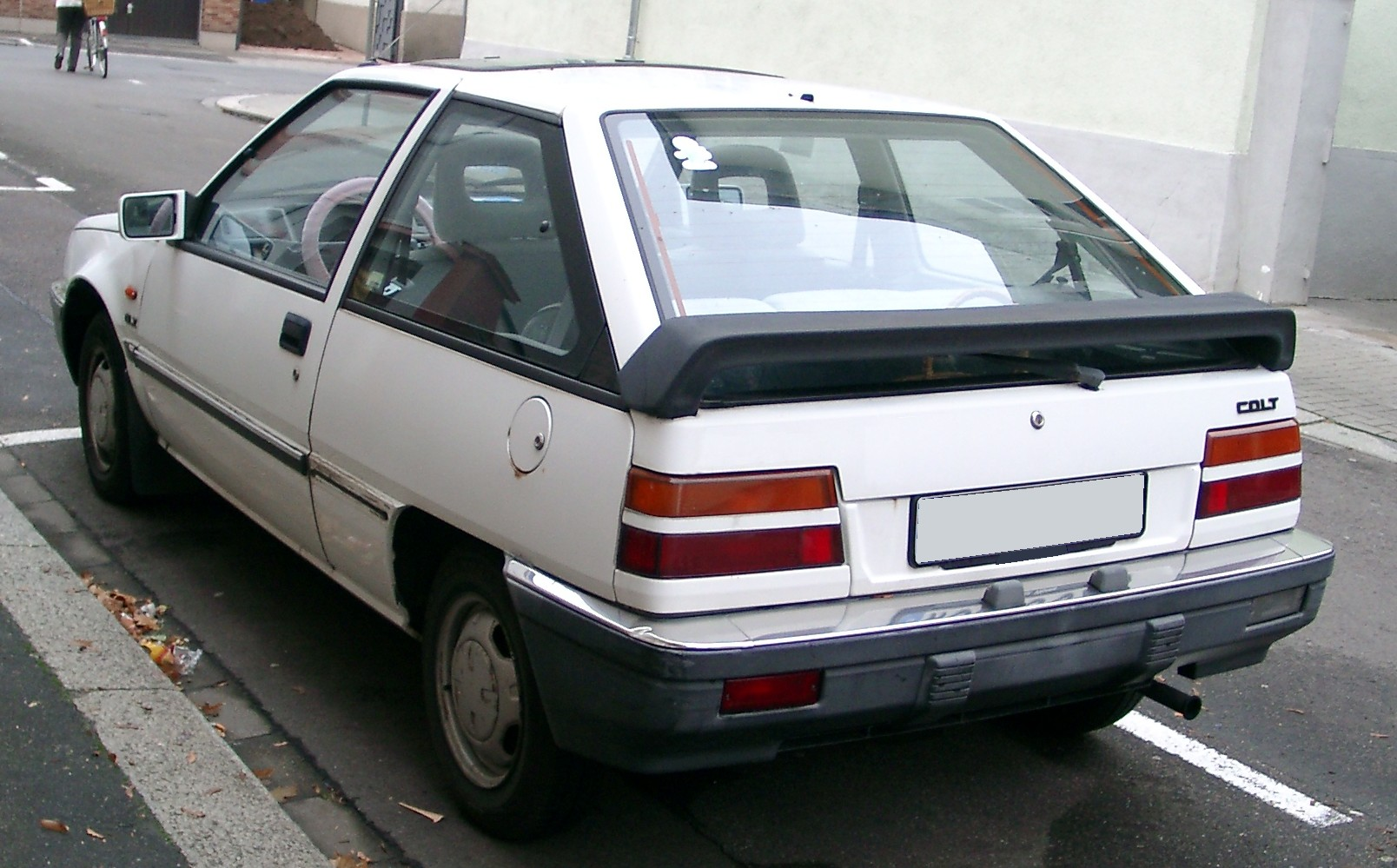
Heckansicht
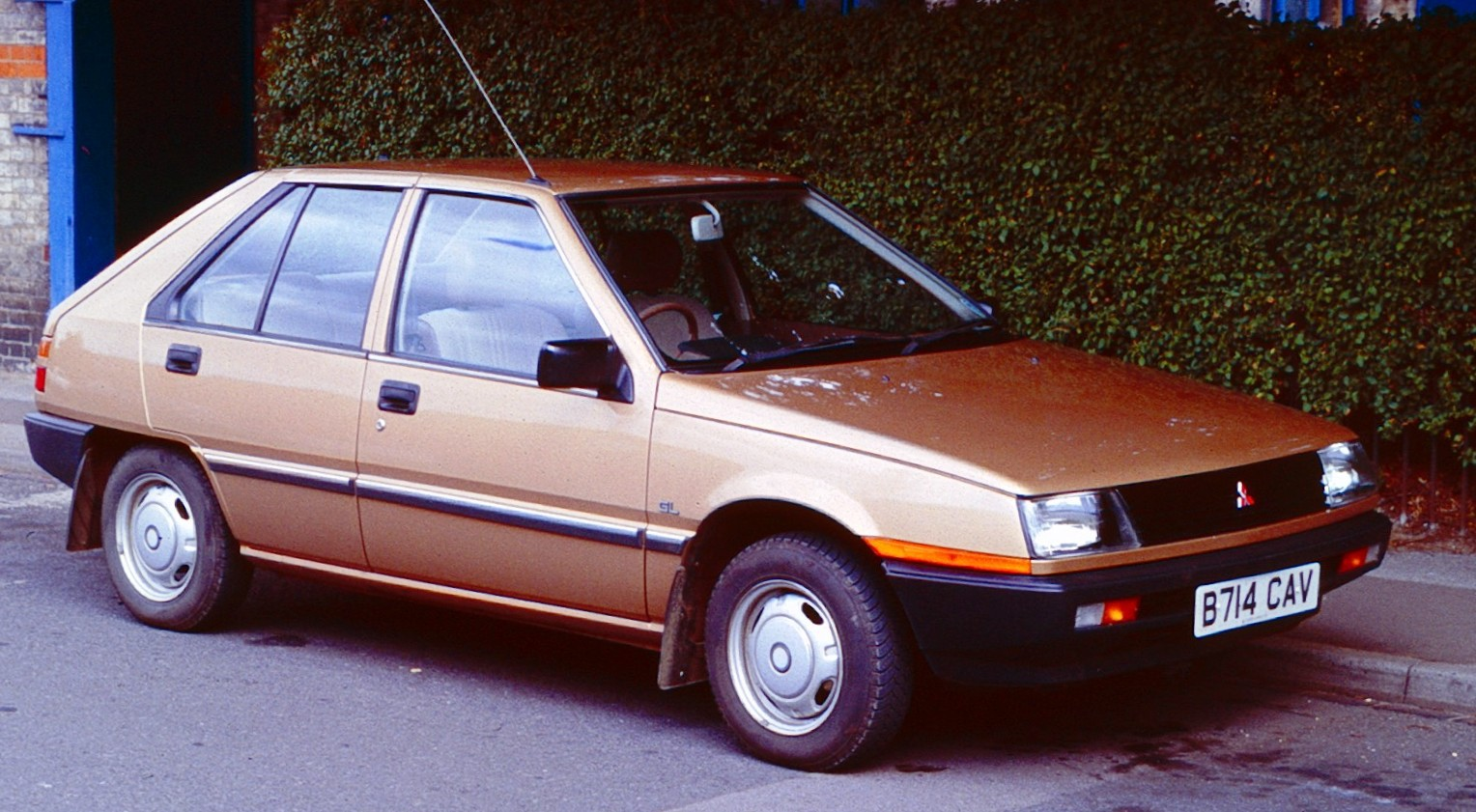
Mitsubishi Colt Fünftürer (1984–1988)

### Motoren
Ottomotor:
- 1,2 l, 40–44 kW (55–60 PS), 02.1984–03.1988
- 1,5 l, 51–55 kW (70–75 PS), 08.1985–03.1988
- 1,6 l Turbo, 92 kW (125 PS), 02.1984–03.1988
- 1,6 l Turbo, 77 kW (105 PS), 07.1986–03.1988

Dieselmotor:
- 1,8 l, 43 kW (58 PS), 02.1984–09.1986
- 1,8 l, 44 kW (60 PS), 09.1986–03.1988

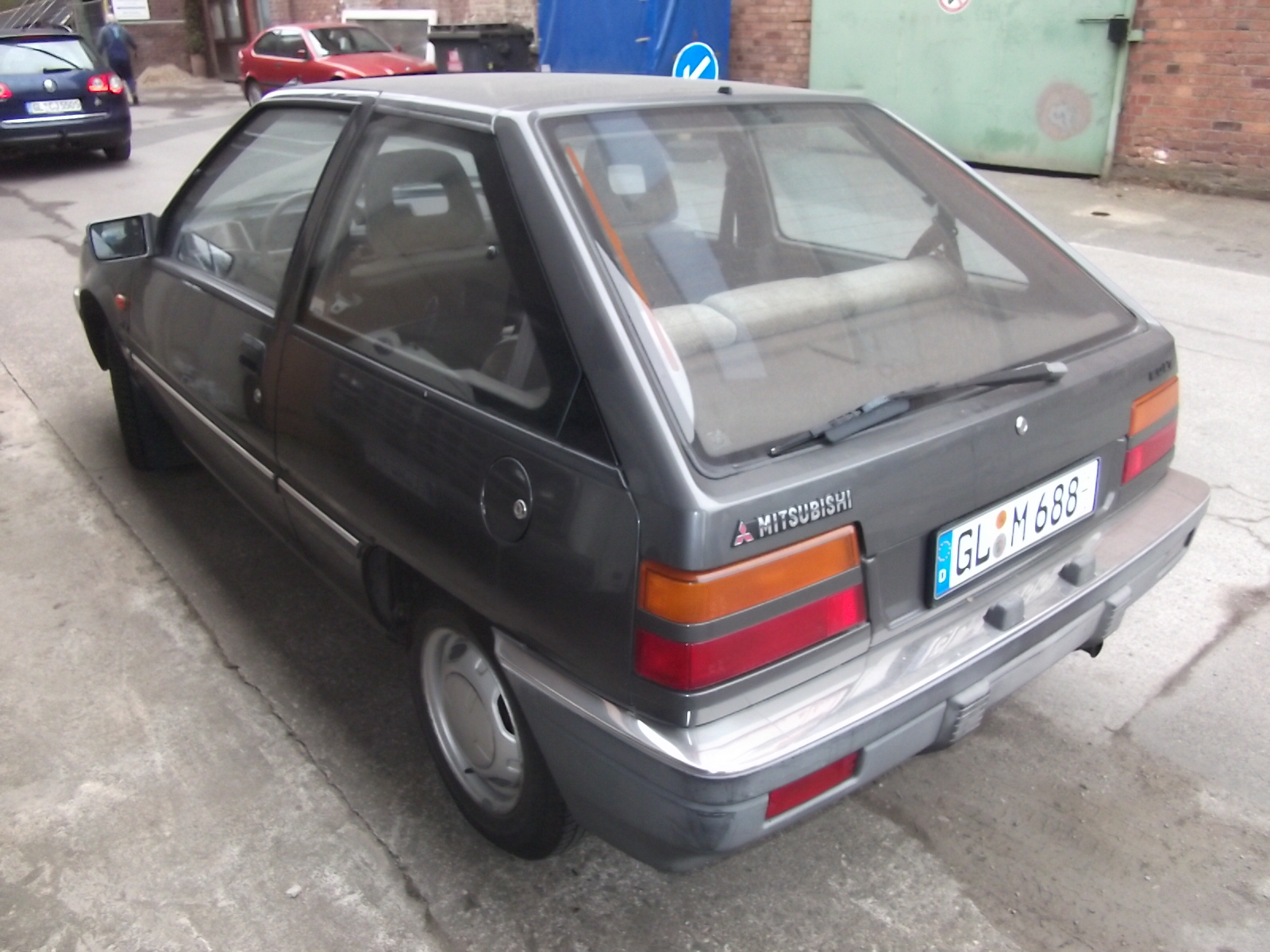
Mitsubishi Colt 1.5 GLX Automatik
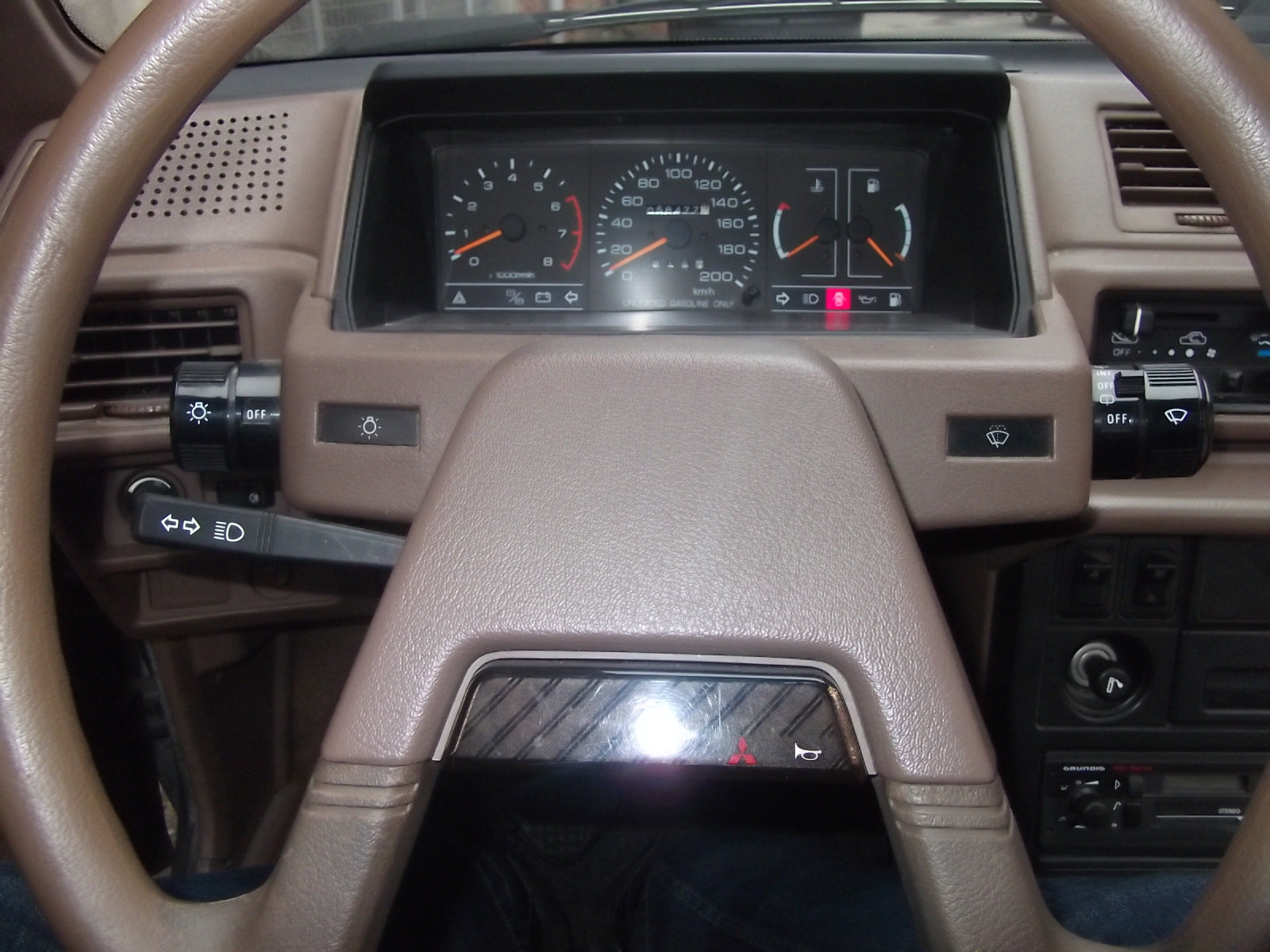
Armaturen
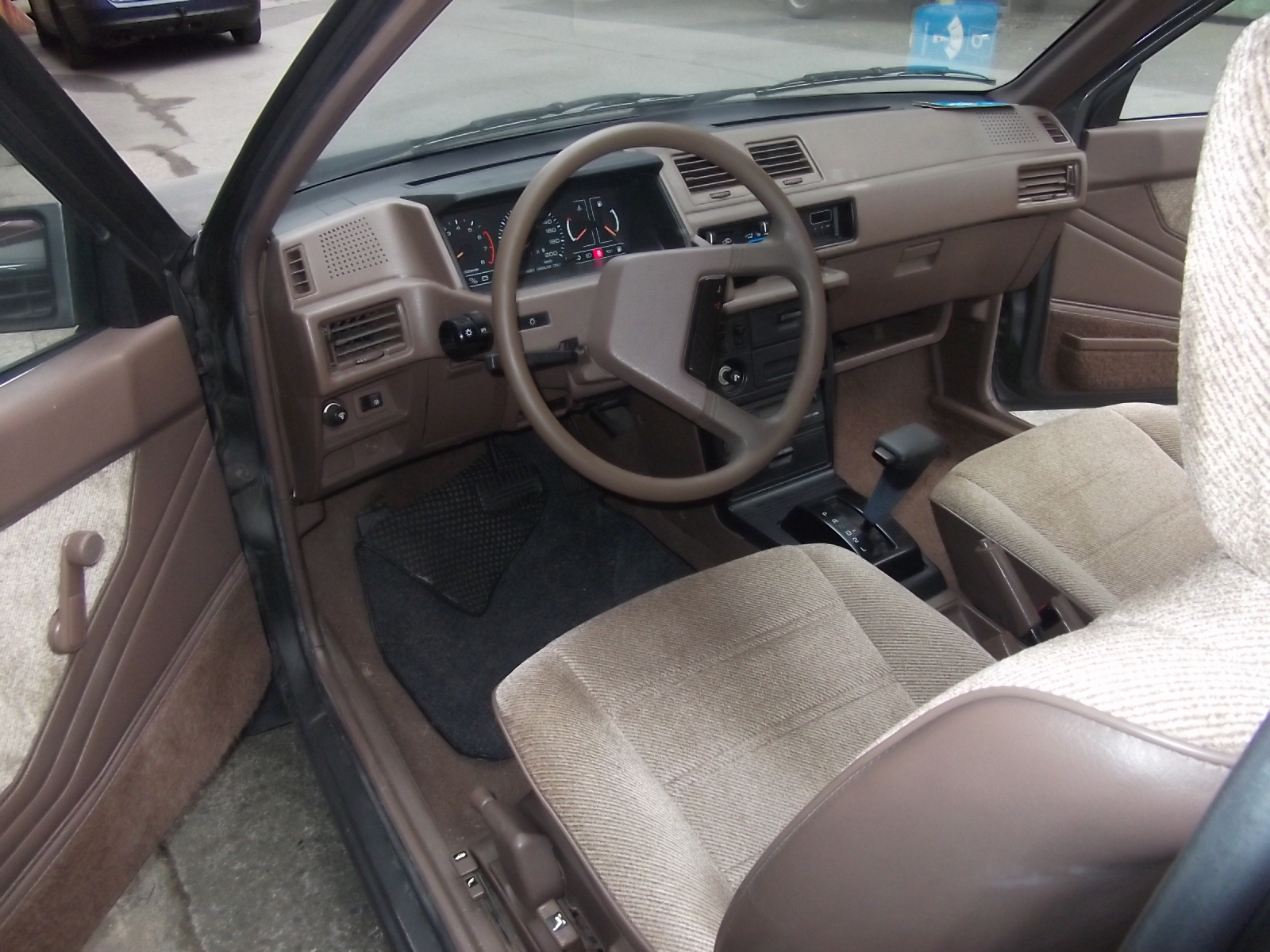
Innenraum
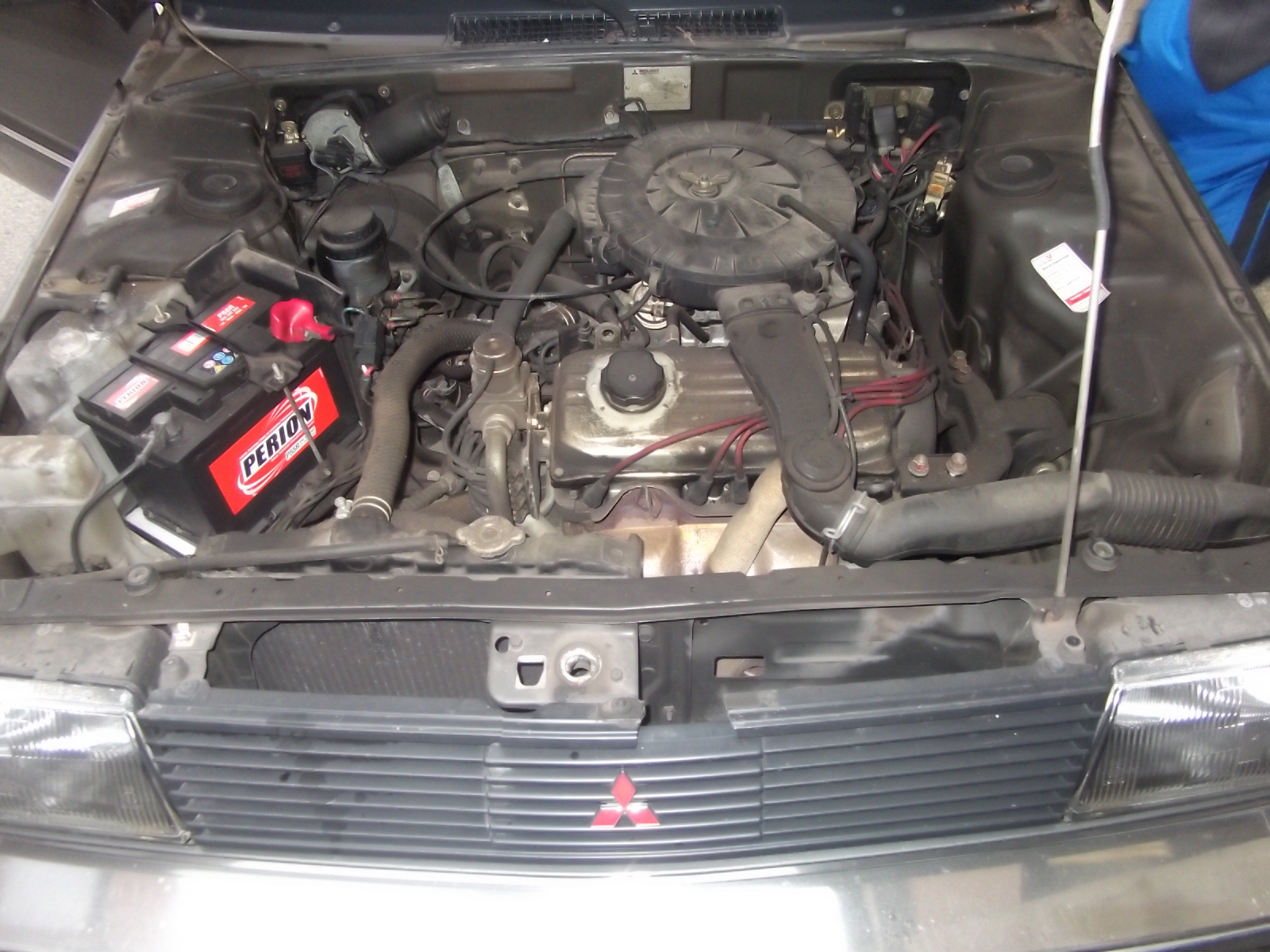
Motorraum

## Colt (C50, 1988–1992)

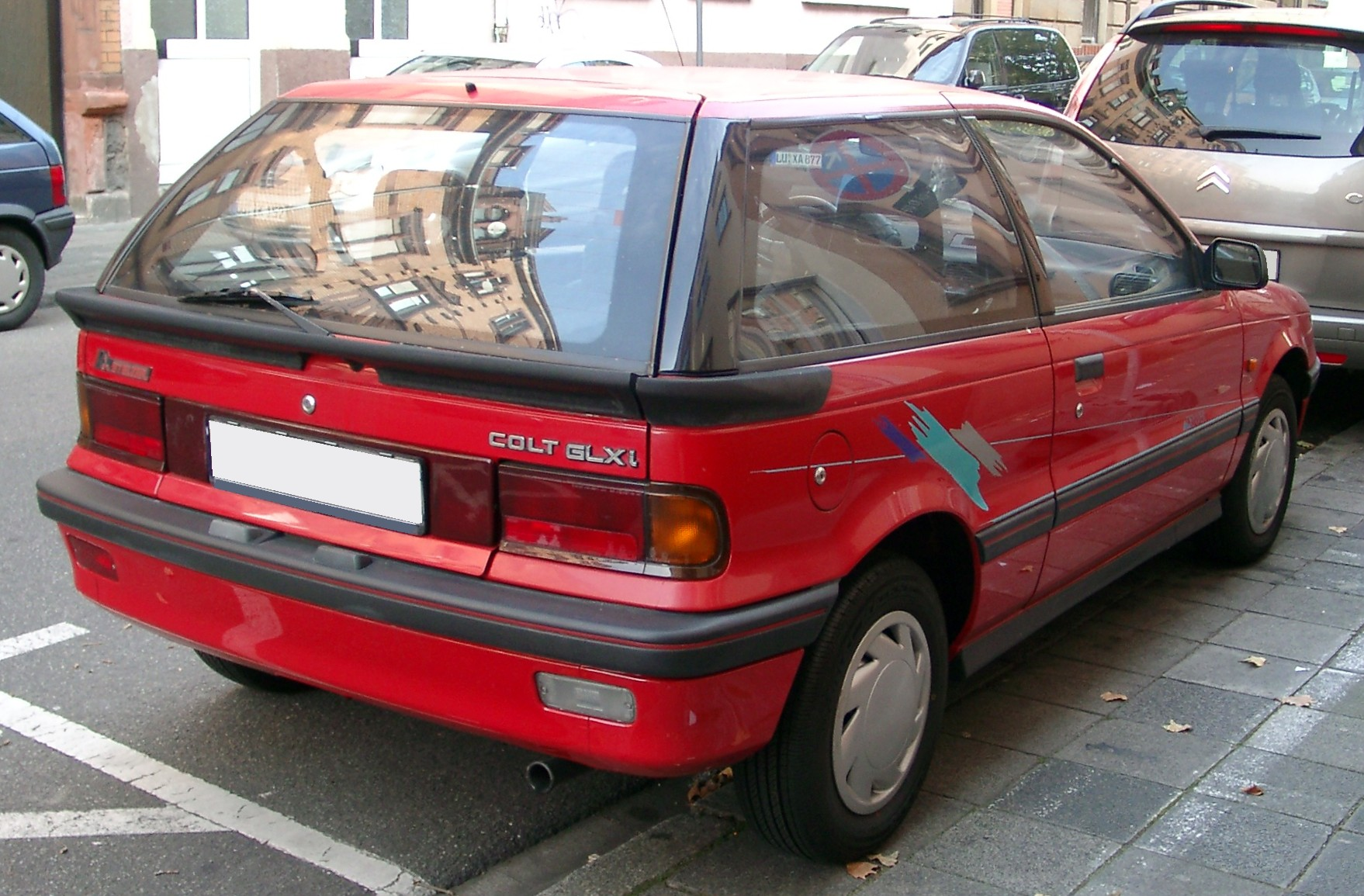
Heckansicht

Im April 1988 erschien die dritte Generation. Es gab ihn nur noch als Dreitürer, da der bisherige Fünftürer durch den Lancer mit Fließheck ersetzt wurde.
Alle Modelle besaßen ein Fünfganggetriebe, die Ottomotoren einen geregelten Katalysator. Die leistungsstarken Versionen hatten keinen Turbomotor mehr, sondern einen Hochleistungs-Saugmotor mit vier Ventilen je Zylinder. Als Topmodell fungierte der Colt 1800 GTI-16V mit 100 kW (136 PS), ABS, einer strafferen Federung und Servolenkung.
Im Sommer 1990 wurden die Motoren von 8 Ventilen auf 12 bzw. 16 Ventile umgestellt.
In Japan und den USA wurde dieses Modell wieder als Mirage verkauft. Eine Hochleistungsversion Mirage Turbo war ebenso erhältlich. Zusätzlich gab es in den USA wieder Versionen von Dodge und Plymouth als Dodge bzw. Plymouth Colt.

### Motoren
Ottomotor:
- 1.3 8V, OHC (4G13), 44 kW (60 PS), Drehmoment 96 Nm bei 3000/min, (04.1988–06.1990)
- 1.3 12V, OHC (4G13), 55 kW (75 PS), Drehmoment 102 Nm bei 4000/min, (07.90–03.1992)
- 1.5 8V, OHC (4G15), 62 kW (84 PS), Drehmoment 122 Nm bei 3000/min, (04.1988–06.1990)
- 1.5 12V, OHC (4G15), 66 kW (90 PS), Drehmoment 126 Nm bei 3000/min, (07.1990–03.1992)
- 1.6 GTi 16V, DOHC (4G61), 91 kW (124 PS), Drehmoment 142 Nm bei 5000/min, (04.1988–02.1990)
- 1.8 GTi 16V, DOHC (4G67), 100 kW (136 PS), Drehmoment 162 Nm bei 5000/min, (03.1990–03.1992)

Dieselmotor:
- 1.8 8V OHC (4D65), 44 kW (60 PS), Drehmoment 113 Nm bei 3000/min, (04.1988–03.1992)

Zum Stichtag 1. Januar 2022 waren in Deutschland laut KBA noch 8 Mitsubishi Colt GTi (1.6) und 16 GTi (1.8) zugelassen.

## Colt (CA0, 1992–1996)
Die vierte Generation des Colt wurde im März 1992 auf dem Auto-Salon Paris vorgestellt. Auch diese Baureihe war nur dreitürig lieferbar. In Japan (dort Mirage genannt) gab es diese Version auch mit einem 1,6 Liter großen V6-Ottomotor, der als kleinster in Großserie gebauter V6 gilt. Der Motor wurde auch im Lancer verbaut. Die stärkste, ebenfalls nur in Japan erhältliche Version trug den Namen Mirage Cyborg R und hatte eine maximale Leistung von 175 PS (129 kW).
Diese Version war in den USA nicht mehr erhältlich. Stattdessen wurden weiterhin das Coupé und das Stufenheck des Lancer als Mirage verkauft sowie unter den Namen Dodge Colt und Plymouth Colt.

### Motoren
- 1.3 ELi\GLi 12V (4G13), 55 kW (75 PS); 03.1992–05.1996
- 1.5 ELi\GLi 12V (4G15), 66 kW (90 PS), 03.1992–12.1993
- 1.6 GLi\GLXi 16V (4G92 MVV), 66 kW (90 PS), 01.1994–05.1996
- 1.6 GLXi 16V (4G92), 83 kW (113 PS), 04.1992–05.1996
- 1.6 16V (4G92 MIVEC), Mirage Cyborg R, 129 kW (175 PS), 04.1992–05.1996 (Japan)
- 1.6 V6 24V (6A10), 103 kW (140 PS), 1992–1994 (Japan)
- 1.8 GTi 16V (4G93), 103 kW (140 PS), 04.1992–05.1996

Zum Stichtag 1. Januar 2022 waren in Deutschland laut KBA noch 15 Mitsubishi Colt GTi dieser Generation zugelassen.

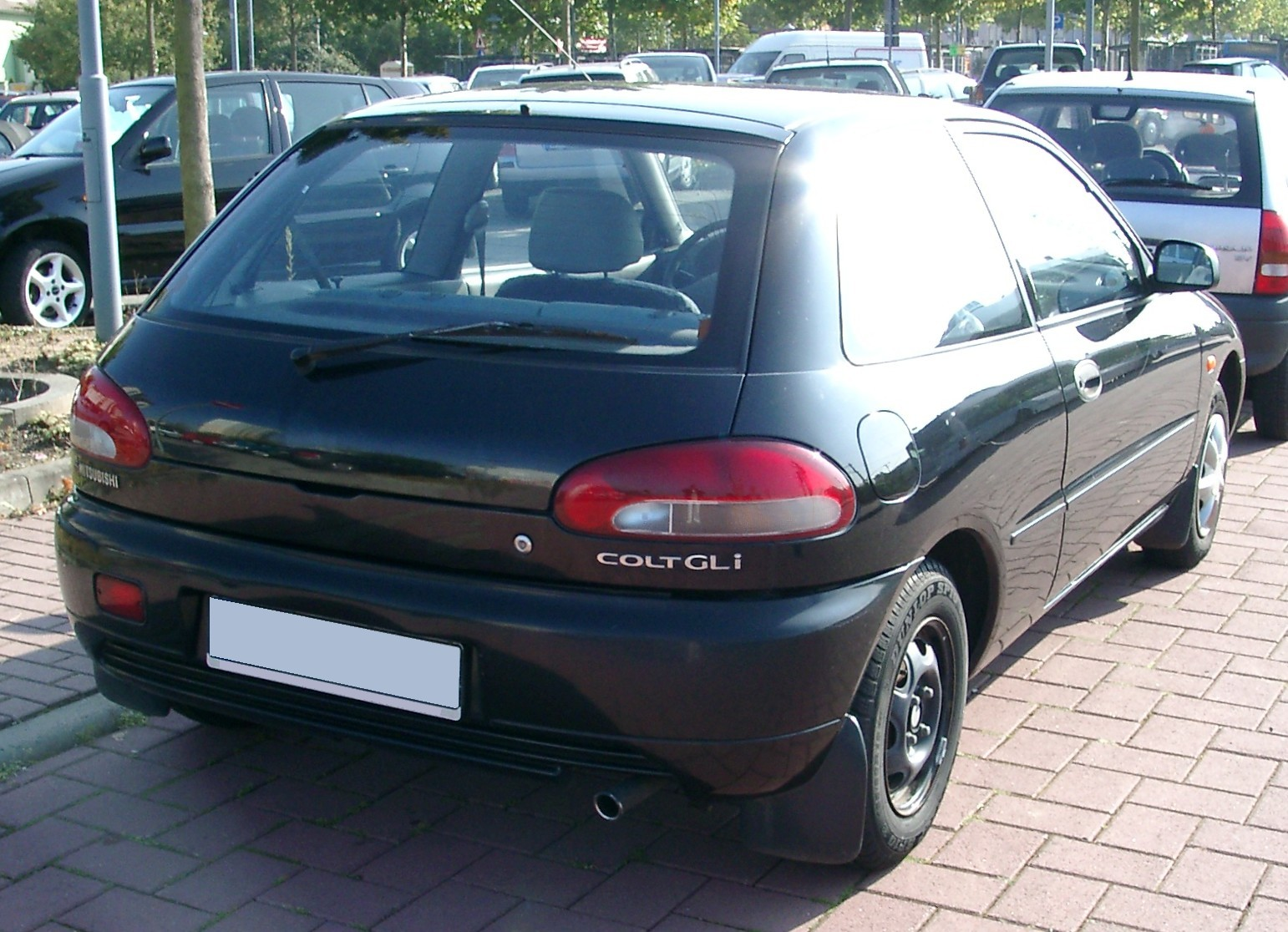
Heckansicht
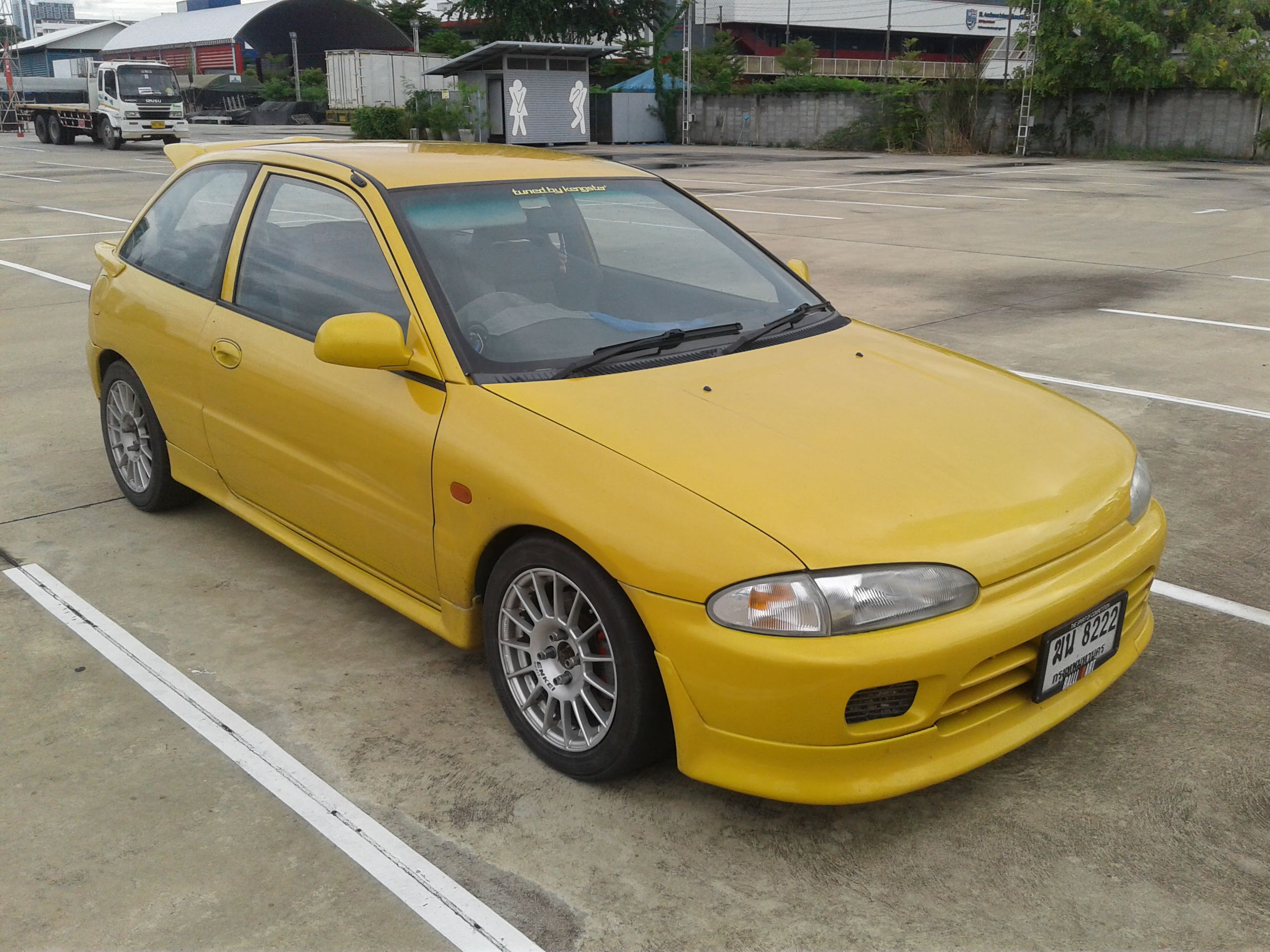
Mirage Cyborg R
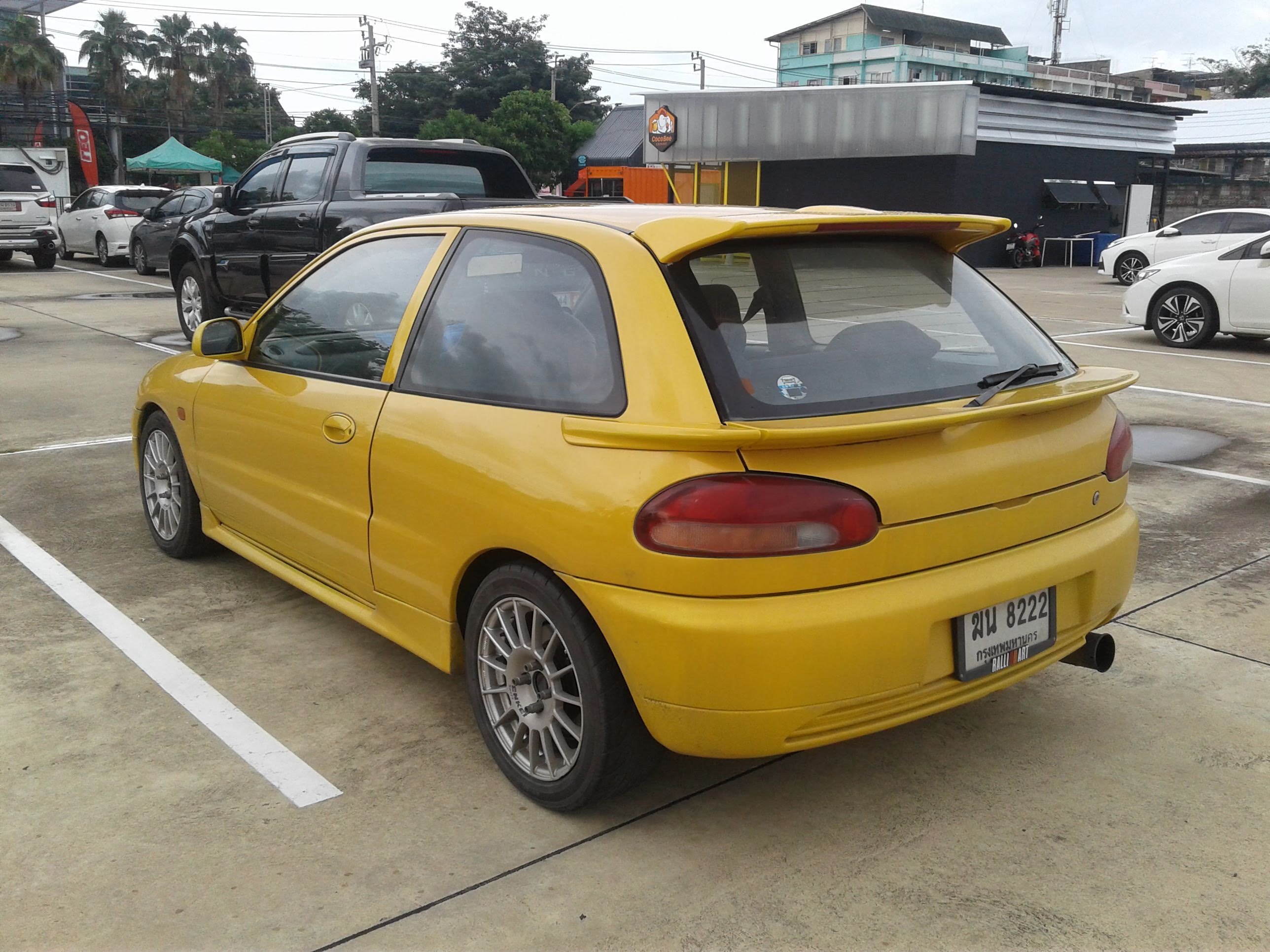
Heckansicht

### Lizenzbauten
Baugleich mit dem Colt CA0 ist der vom malaysischen Hersteller Proton gefertigte Satria, der in Deutschland von 1995 bis 2001 als 300er-Serie angeboten wurde.

## Colt (CJ0, 1996–2003)
Im Juni 1996 folgte der Colt CJ0, welcher von der Grundform an die bisherigen Generationen angelehnt war. In Japan wurde das Modell wieder als Mirage verkauft.
Bereits im Sommer 1998 wurde der Colt äußerlich modifiziert. Markanteste Veränderungen waren Klarglasrückleuchten, runde statt eckige Nebelscheinwerfer und dass Scheinwerfer und Blinker nun ein Teil waren und nicht wie vorher zweiteilig.
Im September 2000 folgte eine Überarbeitung der Motorenpalette zur Verbesserung der Abgasnormen. Der 1.3-Liter-Motor hatte nun 82 statt 75 PS und der 1.6 Liter-Motor 103 statt 90 PS. Die Motoren besaßen nun alle einen Vorkatalysator, eine geänderte Ansaugbrücke, Zündspulen statt Zündverteiler und 16 Ventile.
In Japan gab es den Colt wieder unter dem Namen Mirage Cyborg in einer schnellen Variante mit einem 1.6-l-MIVEC-Motor und 175 PS.
Dieser war ab Werk auf 180 km/h begrenzt. Eine weitere Variante war der Mirage Modarc, der luxuriöser ausgestattet war und verchromte Anbauteile besaß.

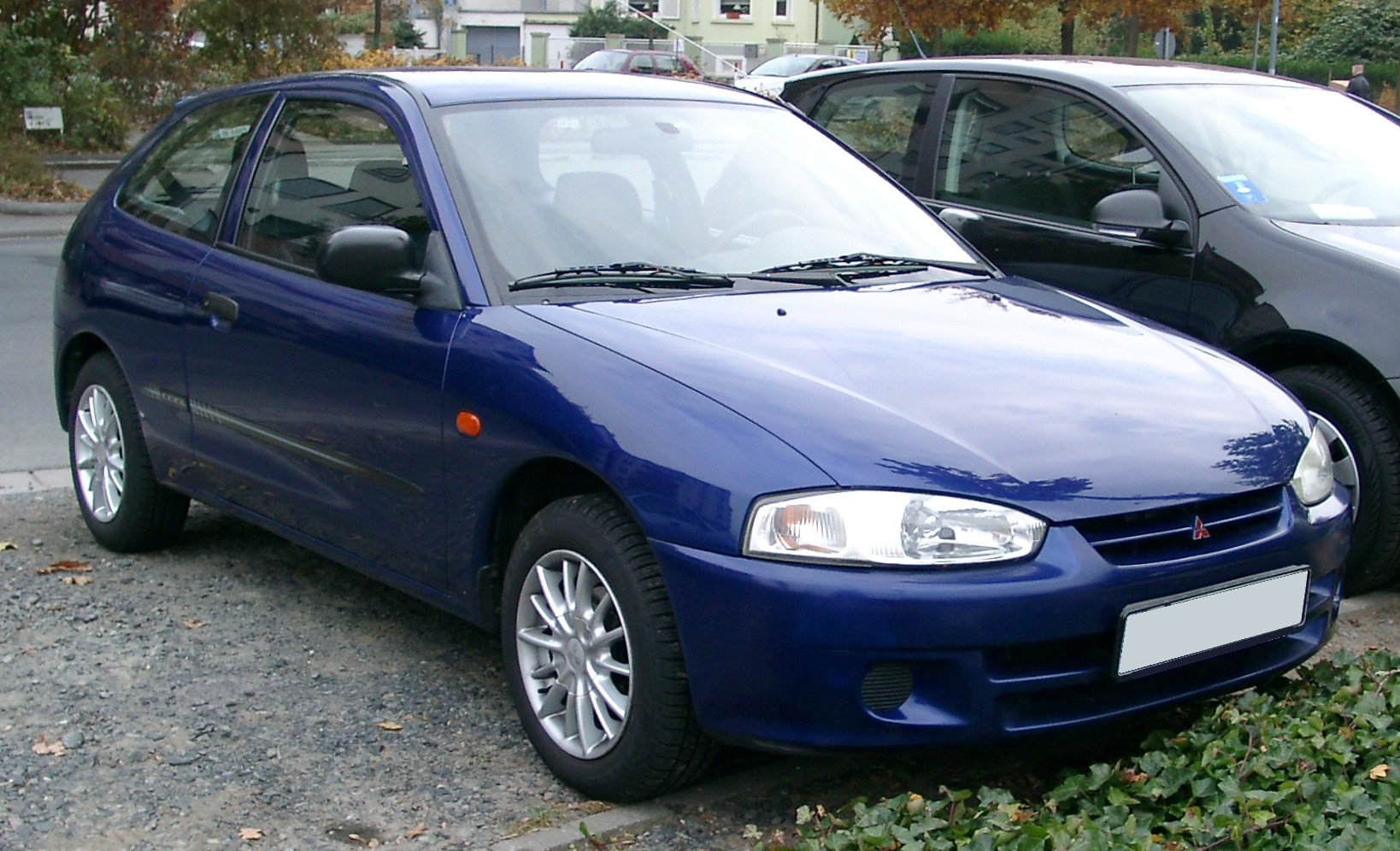
Mitsubishi Colt (1998–2003)
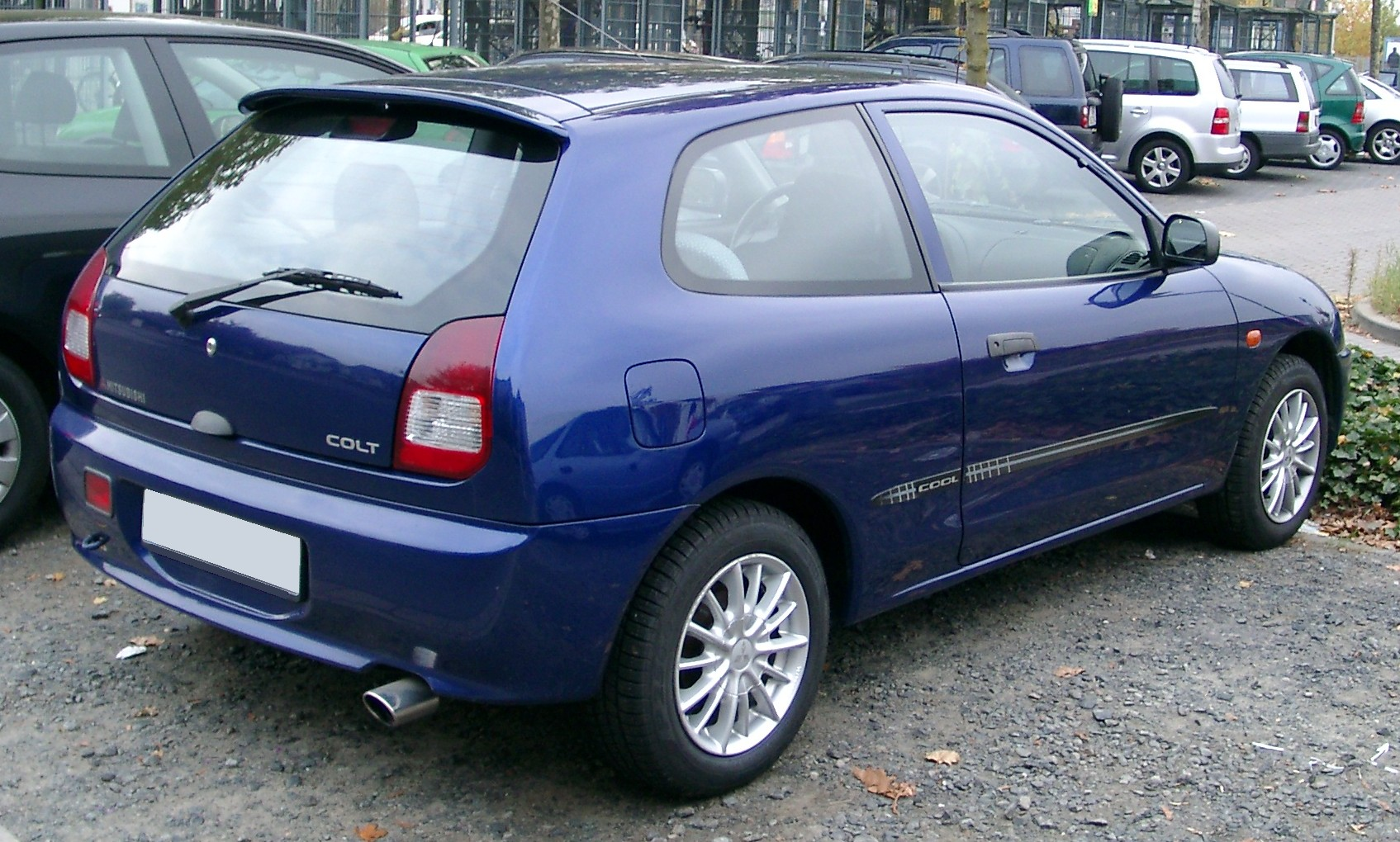
Heckansicht
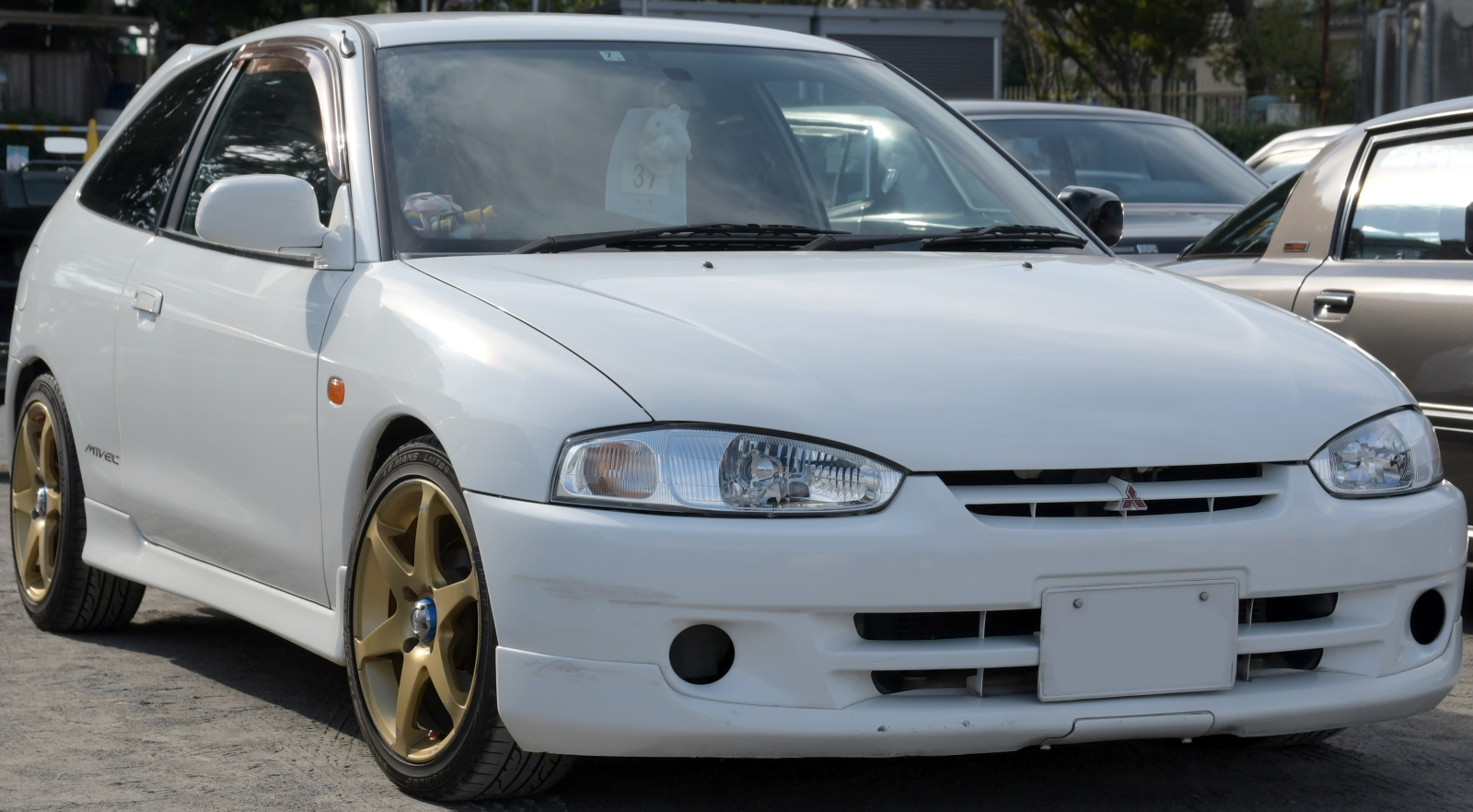
Mitsubishi Mirage Cyborg ZR
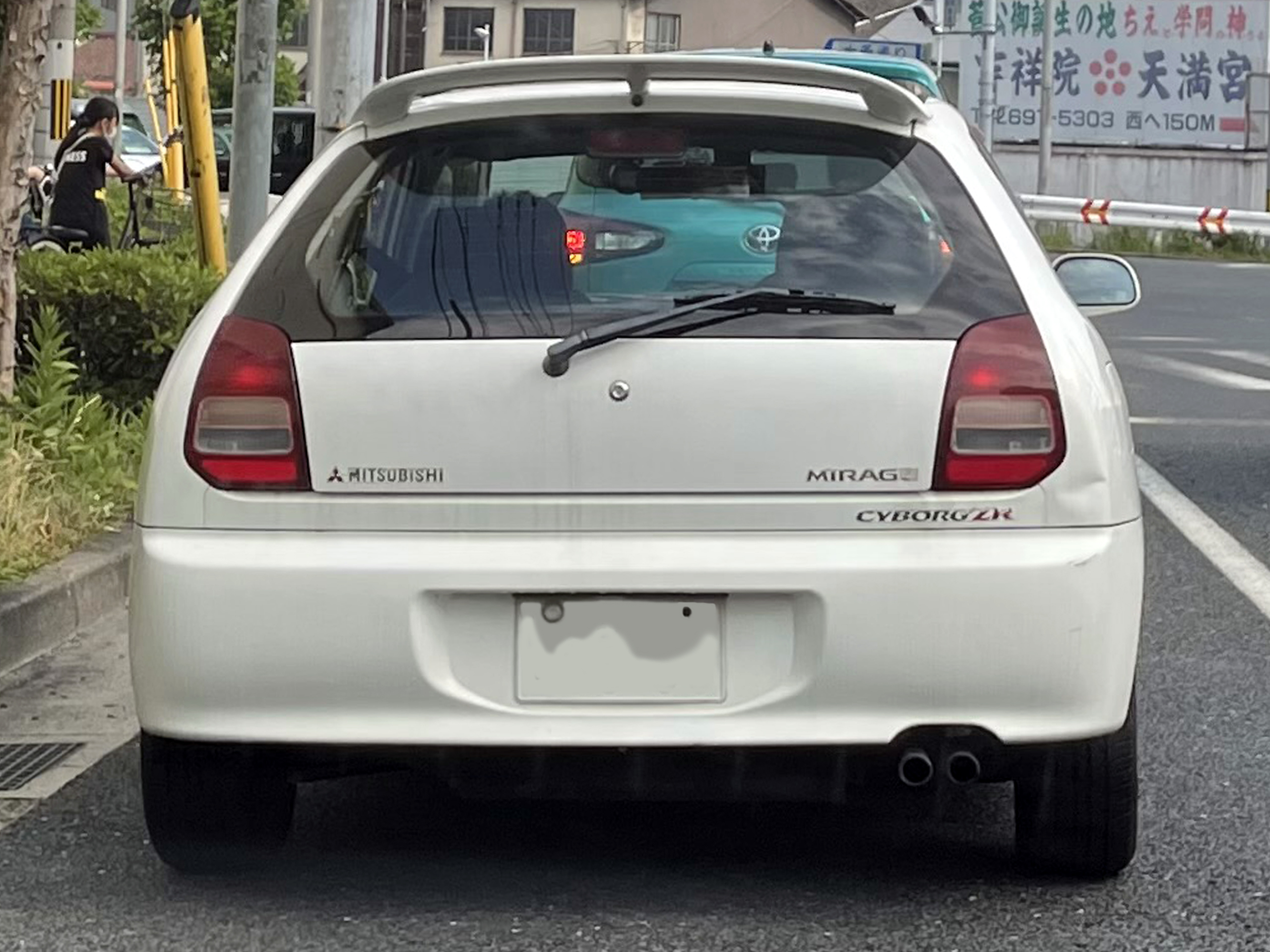
Heckansicht
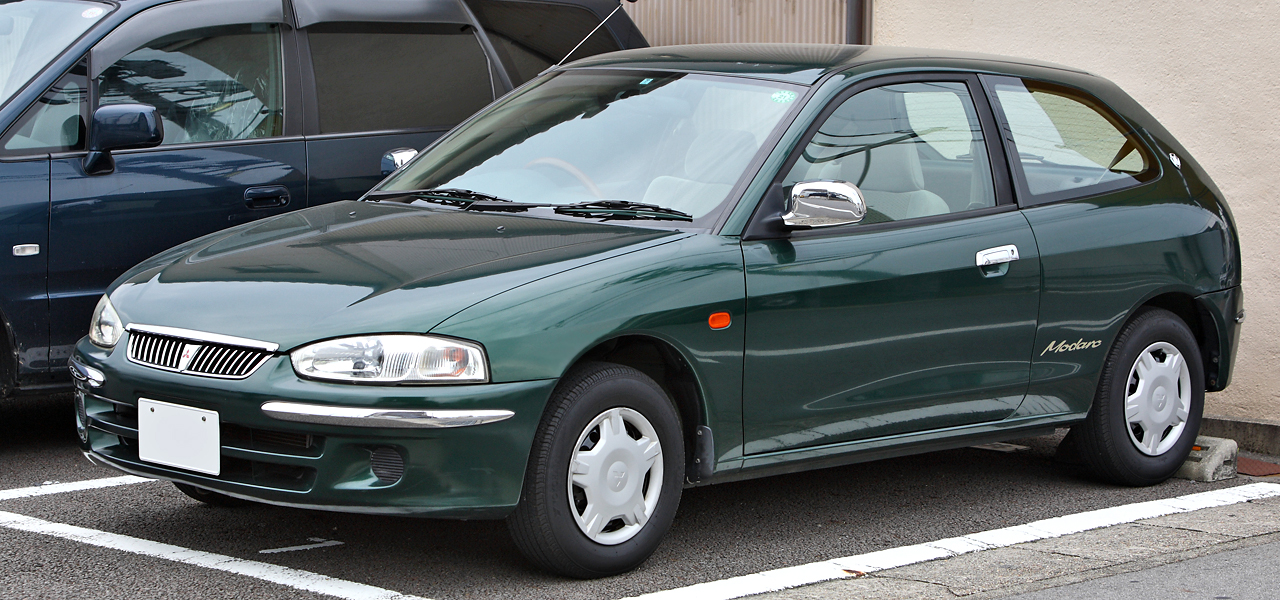
Mitsubishi Mirage Modarc

### Motoren
| Modell               | Zylinder/Ventile/Nockenwelle | Hubraum  | max. Leistung | max. Drehmoment | Motorkennung | Vmax     | Beschleunigung 0–100 km/h | Bauzeit         |
| -------------------- | ---------------------------- | -------- | ------------- | --------------- | ------------ | -------- | ------------------------- | --------------- |
| 1.3 l                | 4/12/SOHC                    | 1298 cm³ | 55 kW/75 PS   | 108 Nm          | 4g13         | 170 km/h | 12,5 s                    | 05.1996–09.2000 |
| 1.3 l                | 4/16/SOHC                    | 1298 cm³ | 60 kW/82 PS   | 120 Nm          | 4g13         | 170 km/h | 12,5 s                    | 09.2000–09.2003 |
| 1.6 l                | 4/16/SOHC                    | 1597 cm³ | 66 kW/90 PS   | 137 Nm          | 4g92         | 185 km/h | 10,5 s                    | 05.1996–09.2000 |
| 1.6 l                | 4/16/SOHC                    | 1597 cm³ | 76 kW/103 PS  | 141 Nm          | 4g92         | 185 km/h | 10,5 s                    | 09.2000–09.2003 |
| 1.6 l (nur in Japan) | 4/16/DOHC MIVEC              | 1597 cm³ | 129 kW/175 PS | 167 Nm          | 4g92         | 210 km/h | 7,8 s                     | 05.1996–09.2003 |

## Colt (Z30, 2004–2012)
| Sterne im Euro NCAP-Crashtest (2005) |

Die Einführung der sechsten Generation des Mitsubishi Colt fand im Juni 2004 statt.
Das Fahrzeug wurde gemeinsam mit dem zeitgleich gestarteten Smart Forfour entwickelt, mit dem sich dieser Colt die Plattform sowie technische Komponenten teilte. Insgesamt waren bei beiden Fahrzeugen etwa 40 Prozent aller Teile gleich. Beide Fahrzeuge wurden in den Niederlanden von der Firma NedCar gebaut.
Den neuen Colt, der zu diesem Zeitpunkt erstmals auch mit dem leistungsstärkeren der beiden vorgesehenen Common-Rail-Dieselmotoren (3-Zylinder von DaimlerChrysler) angeboten wurde, zeichnete im November des gleichen Jahres Bild am Sonntag mit dem Goldenen Lenkrad aus. Nach 1988 war dies das zweite Mal, dass ein Colt-Modell diesen Preis erhielt.
Während die Produktion des Smart ForFour bereits im Juli 2006 eingestellt wurde, lief der letzte Colt Z30 erst am 16. November 2012 vom Band. Nachfolger ist der neue Space Star, der diesem letzten Colt sehr ähnelt und nicht dem alten, ehemaligen Space Star.

### Technische Daten
| Modell               | Hubraum     | Leistung                       | Max. Drehmoment         | 0–100 km/h   | Höchstgeschwindigkeit | Besonderheit                                                 | Bauzeit         |
| Ottomotoren          | Ottomotoren | Ottomotoren                    | Ottomotoren             | Ottomotoren  | Ottomotoren           | Ottomotoren                                                  | Ottomotoren     |
| -------------------- | ----------- | ------------------------------ | ----------------------- | ------------ | --------------------- | ------------------------------------------------------------ | --------------- |
| 1.1 MPI              | 1124 cm³    | 55 kW (75 PS) bei 6000 min−1   | 100 Nm bei 3500 min−1   | 12,9–13,4 s  | 165 km/h              | nicht im CZC                                                 | 10.2004–08.2008 |
| 1.1 MPI              | 1124 cm³    | 55 kW (75 PS) bei 6000 min−1   | 100 Nm bei 4000 min−1   | 13,7,–14,1 s | 165 km/h              | nicht im CZC / ab 05.2009: Cleartec und Änderung am Getriebe | 09.2008–11.2012 |
| 1.3 MPI              | 1332 cm³    | 70 kW (95 PS) bei 6000 min−1   | 125 Nm bei 4000 min−1   | 10,4–12,0 s  | 180 km/h              | auch mit AMT „Allshift“-Automatik; nicht im CZC              | 06.2004–11.2012 |
| 1.5 MPI              | 1499 cm³    | 80 kW (109 PS) bei 6000 min−1  | 145 Nm bei 4000 min−1   | 9,8–10,0 s   | 190 km/h              | im Fünftürer auch mit AMT „Allshift“-Automatik               | 06.2004–08.2008 |
| 1.5 Turbo            | 1468 cm³    | 110 kW (150 PS) bei 6000 min−1 | 210 Nm bei 3500 min−1   | 8,0 s        | 210 km/h              | nur im CZT und CZC; mit Turbolader                           | 03.2005–08.2008 |
| 1.5 Turbo            | 1468 cm³    | 110 kW (150 PS) bei 6000 min−1 | 210 Nm bei 3500 min−1   | 7,4 s        | 210 km/h              | Colt Ralliart mit Turbolader                                 | 10.2008–01.2011 |
| 1.5 Turbo            | 1468 cm³    | 145 kW (197 PS) bei 5290 min−1 | 303.8 Nm bei 3420 min−1 |              |                       | Colt Ralliart mit Turbolader Nur in der Schweiz erhältlich   | 10.2008–01.2011 |
| Dieselmotoren        |             |                                |                         |              |                       |                                                              |                 |
| 1.5 DI-D             | 1493 cm³    | 50 kW (68 PS) bei 4000 min−1   | 160 Nm bei 1600 min−1   | 14,4 s       | 160 km/h              | nicht im CZC                                                 | 03.2005–12.2007 |
| 1.5 DI-D             | 1493 cm³    | 70 kW (95 PS) bei 4000 min−1   | 210 Nm bei 1800 min−1   | 9,9–11 s     | 178–180 km/h          | nicht im CZC                                                 | 06.2004–08.2008 |
| 1.5 DI-D DPF (offen) | 1493 cm³    | 70 kW (95 PS) bei 4000 min−1   | 210 Nm bei 1800 min−1   | 9,9–11 s     | 178–180 km/h          | nicht im CZC, mit Rußpartikelfilter (offenes System)         | 06.2006–08.2008 |

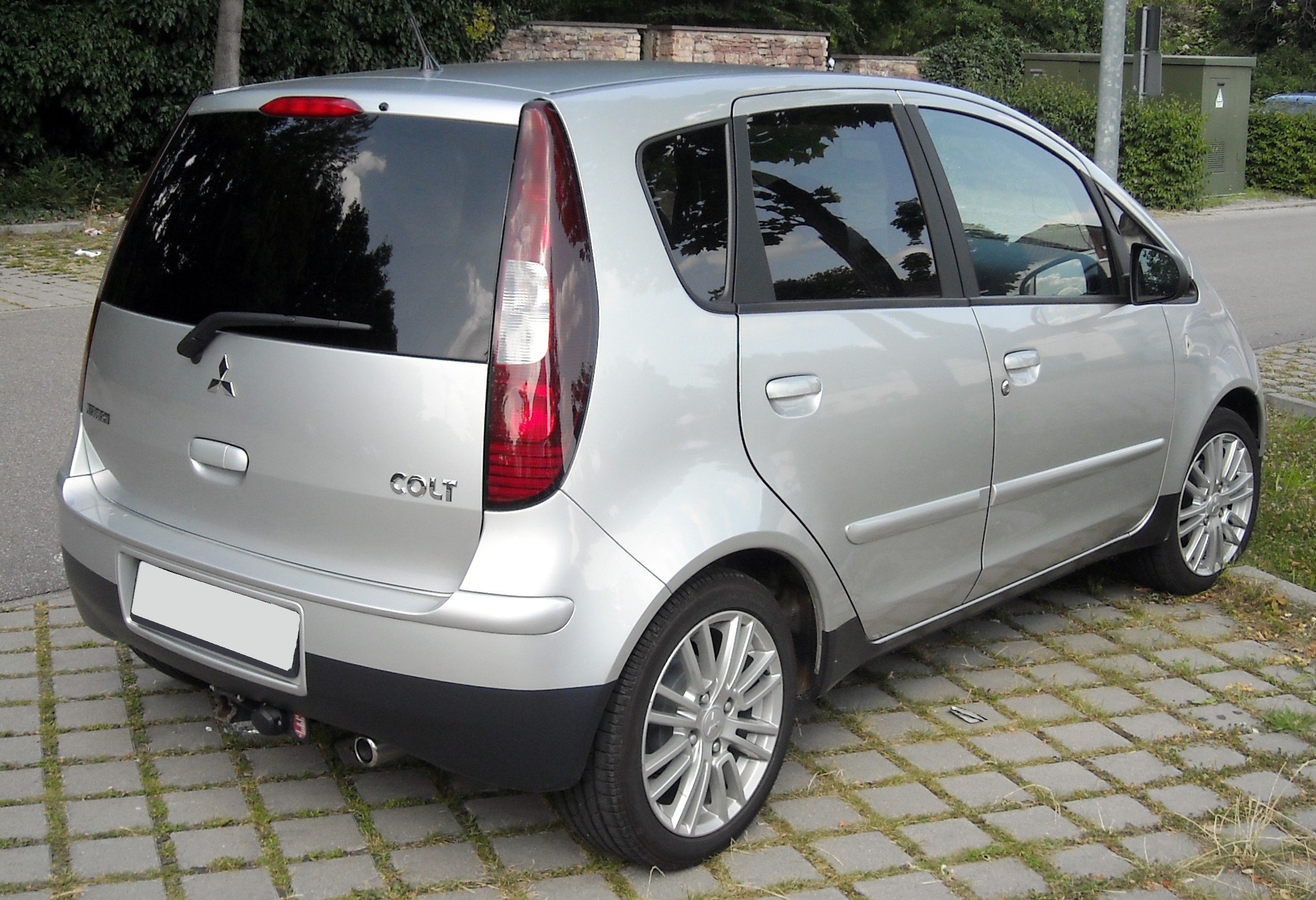
Heckansicht, 5 Türer 2004–2008
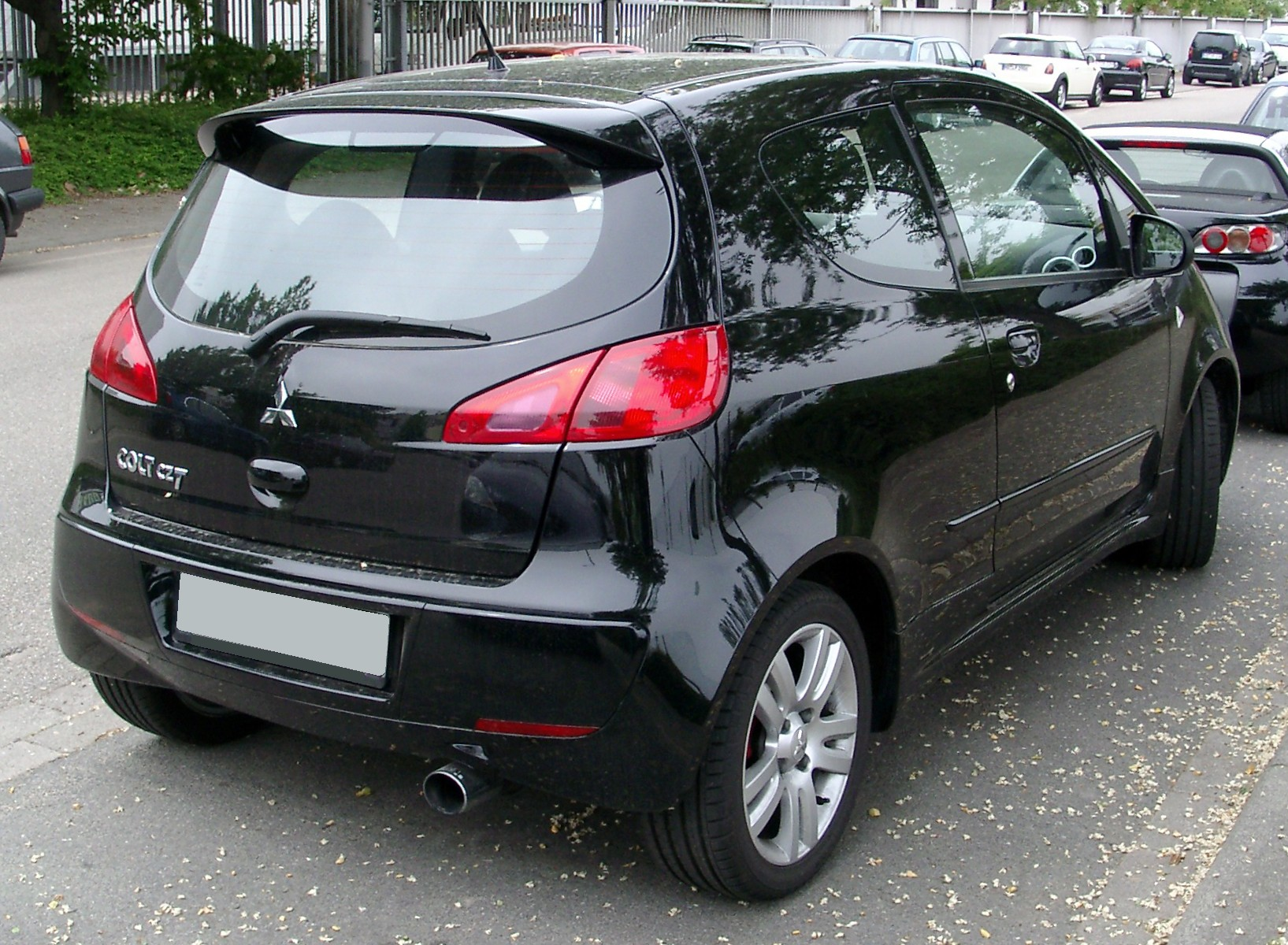
Mitsubishi Colt CZT (2005–2008)
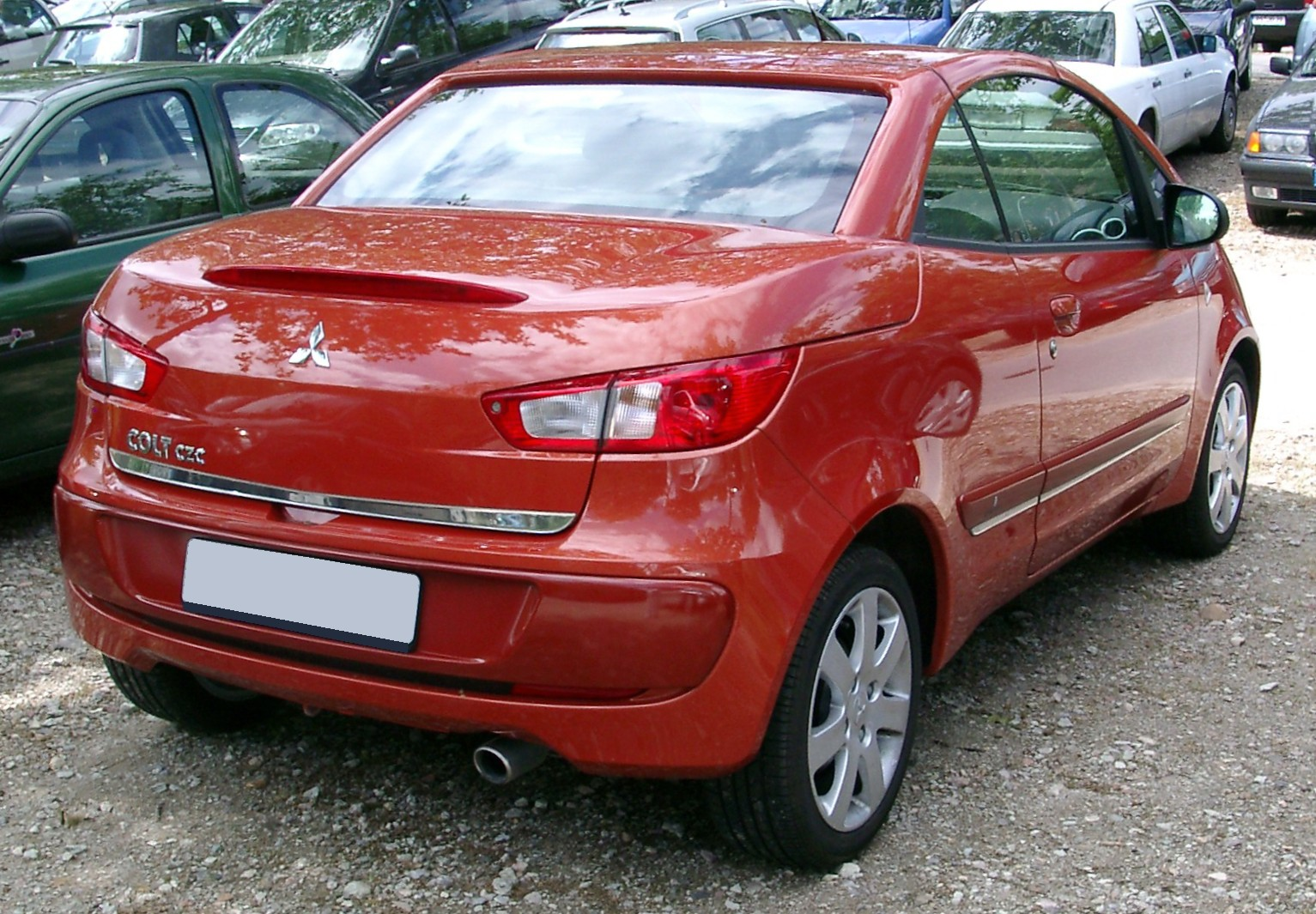
Mitsubishi Colt Cabrio CZC (2006–2009)
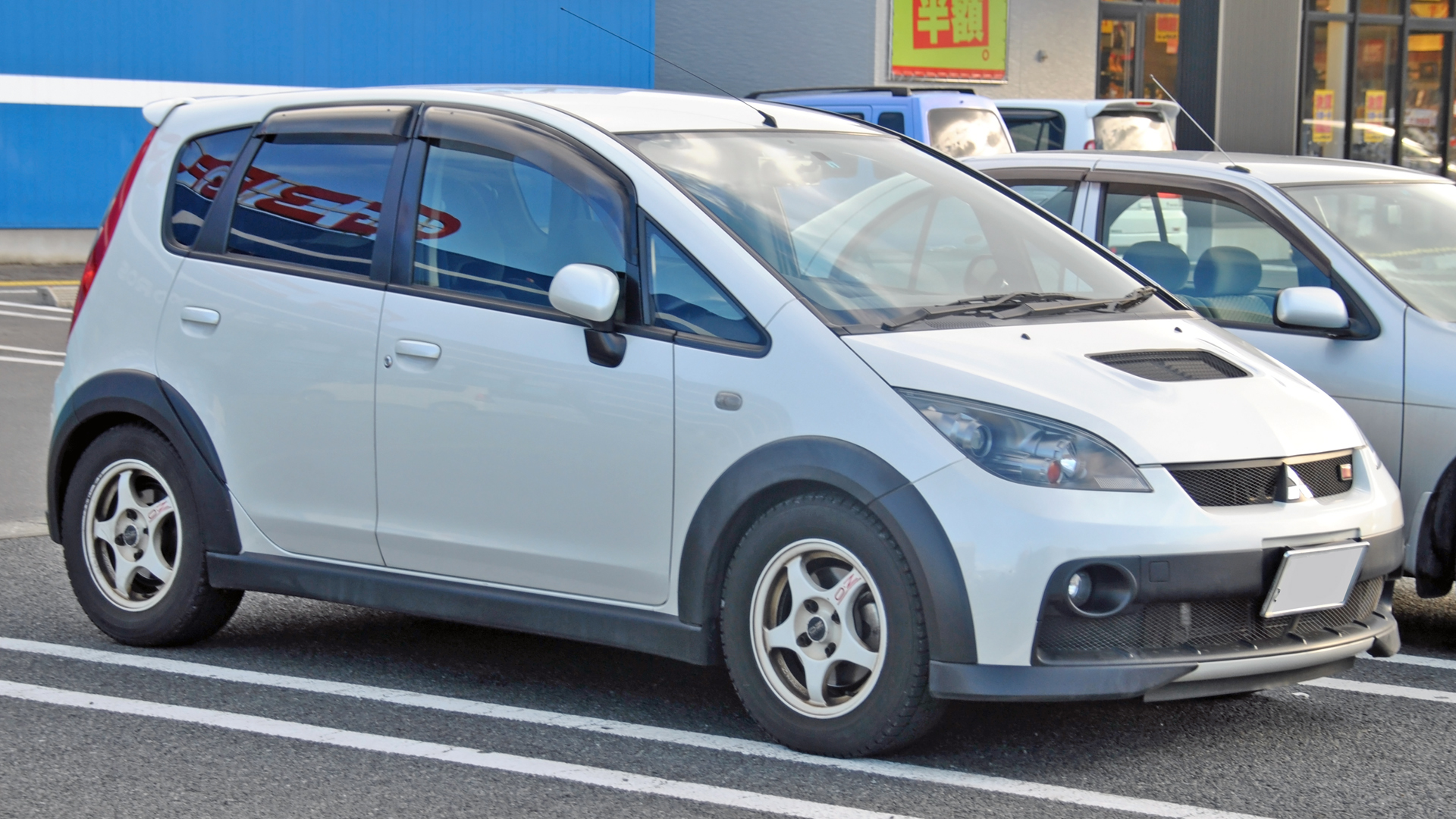
Colt Ralliart Version-R (Japan)
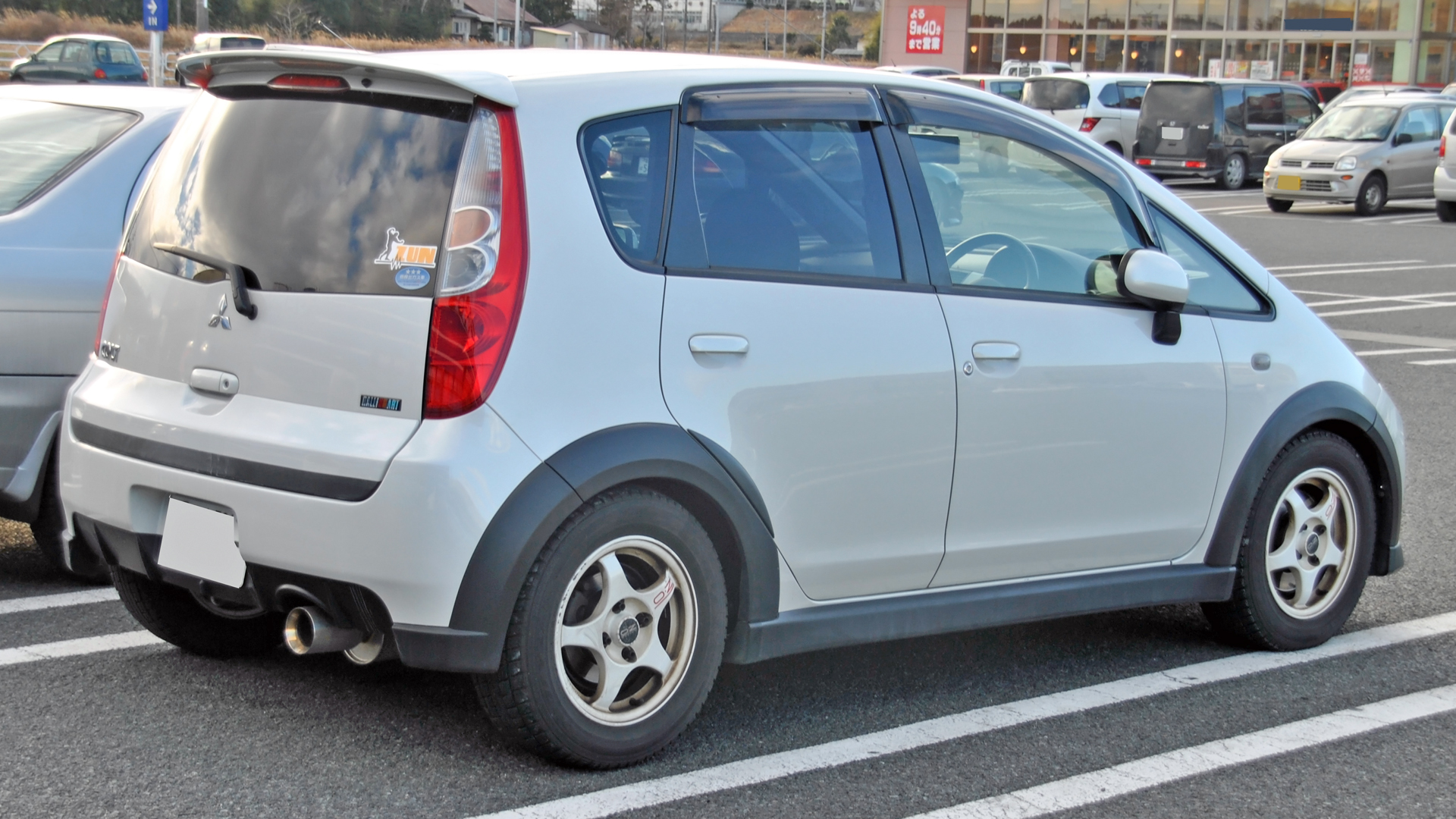
Heckansicht

### Modellpflege
Auf der Mondial de l’Automobile im Oktober 2008 in Paris wurde eine überarbeitete Version des Mitsubishi Colt vorgestellt, die am 15. November 2008 auf den Markt kam. Die Änderungen an dem drei- bzw. fünftürigen Steilheckmodell betrafen vor allem die Optik.
Die Produktion des Dieselmotors wurde mangels Nachfrage eingestellt. Laut Mitsubishi wurden lediglich 35 % der Karosserieteile des bisherigen Modells beibehalten.
Die Stirnseite der Karosserie wurde an die sogenannte Jet-Fighter-Frontpartie der achten Lancer-Generation angepasst und besaß von da an schmalere und kantiger geformte Scheinwerfer. Der große, zweigeteilte Kühlergrill wurde von einer weniger steil stehenden und höher abschließenden Motorhaube nach oben hin begrenzt. Der untere Teil des Stoßfängers bestand beim überarbeiteten Colt aus schwarzem Kunststoff mit Aussparungen für die Nebelscheinwerfer. Die bisher rundum angebrachten Stoßleisten entfielen. Am Heck des fünftürigen Colt wurden die hohen Rückleuchten verkleinert und schlossen am Heckfenster ab; außerdem wurden in die umgestaltete und nun schwarze Heckschürze Reflektoren integriert.
Im Innenraum erhielt das Lenkrad eine neue Form, weiterhin wurden die bisher drei Rundinstrumente durch zwei ersetzt und um ein Informationsdisplay ergänzt. Neben der Überarbeitung der Mittelkonsole mit modifizierten Reglern zur Bedienung von Klima- und Audioanlage soll die Qualität der verwendeten Materialien erhöht und die Geräuschdämmung verbessert worden sein. Durch eine geänderte Rücksitzbank steigt zudem das maximale Kofferraumvolumen von 854 auf 1032 Liter.
Das ausschließlich dreitürige Topmodell Colt CZT entfiel nach der Modellpflege und wurde durch ein neues Sportmodell namens Ralliart ersetzt. Dieses war nun auch als Fünftürer verfügbar, bei dem weiterhin der turbogeladene 1,5-Liter-Ottomotor mit 110 kW (150 PS) Verwendung fand. Neben einem optimierten Fahrwerk mit größeren Vorderachsstabilisatoren für ein besseres Handling zeichnete sich dieses Modell durch ein Ralliart-Emblem am Kühlergrill, Seitenschweller und einen Dachspoiler aus. Darüber hinaus war es mit einem verchromten Auspuffendrohr am Heck sowie mit titanfarbenen Leichtmetallrädern ausgestattet.
Ab Anfang 2011 war der Colt Ralliart nicht mehr verfügbar. Im Februar 2012 wurde bekannt gegeben, dass die Produktion des Colt und des Mitsubishi Outlander im Werk Born (Niederlande) aufgrund zu geringer Kapazitäten eingestellt wird. Stattdessen werden nun die neuen Modelle aus Osteuropa und Asien geliefert.

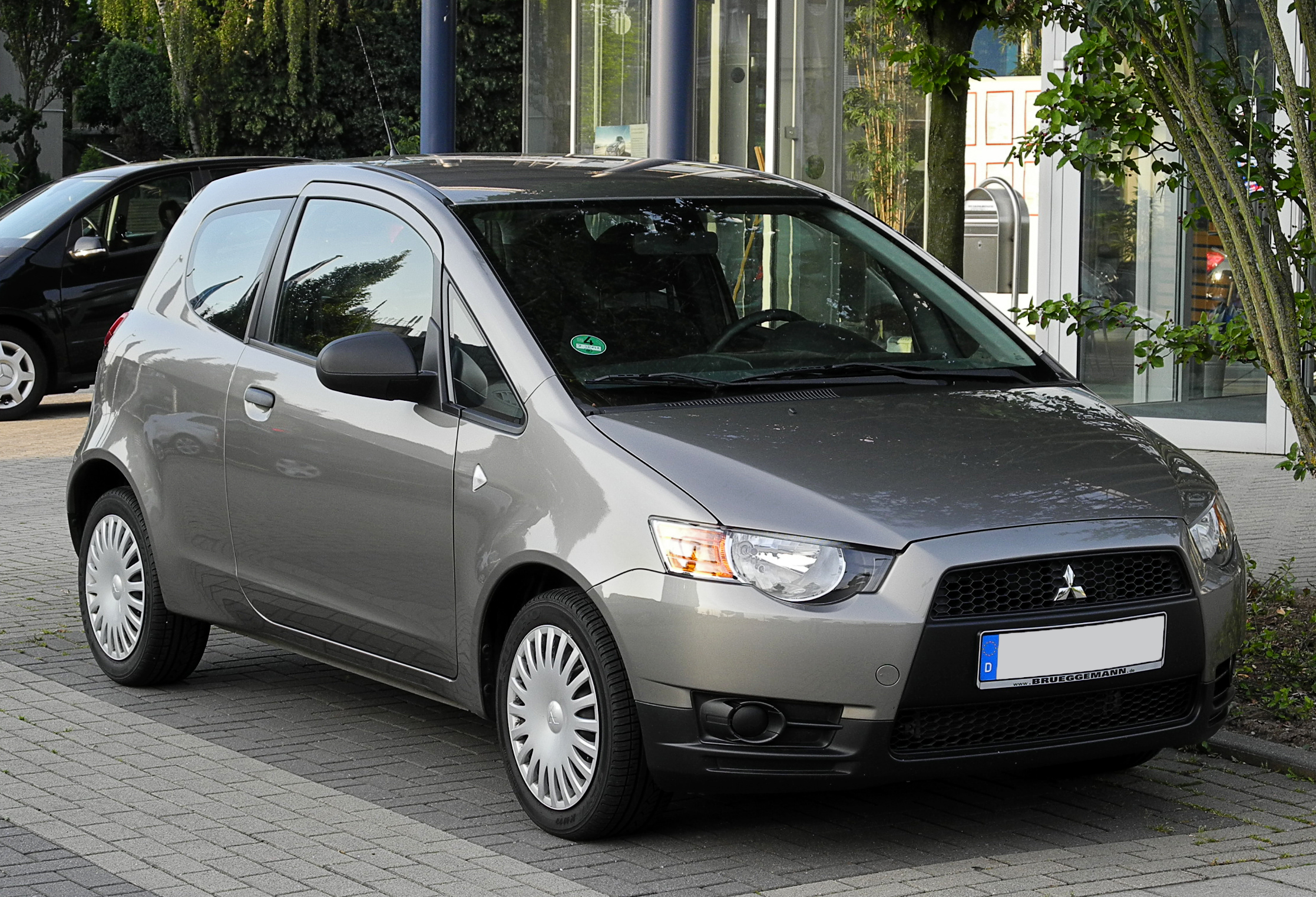
Mitsubishi Colt CZ3 (2008–2012)
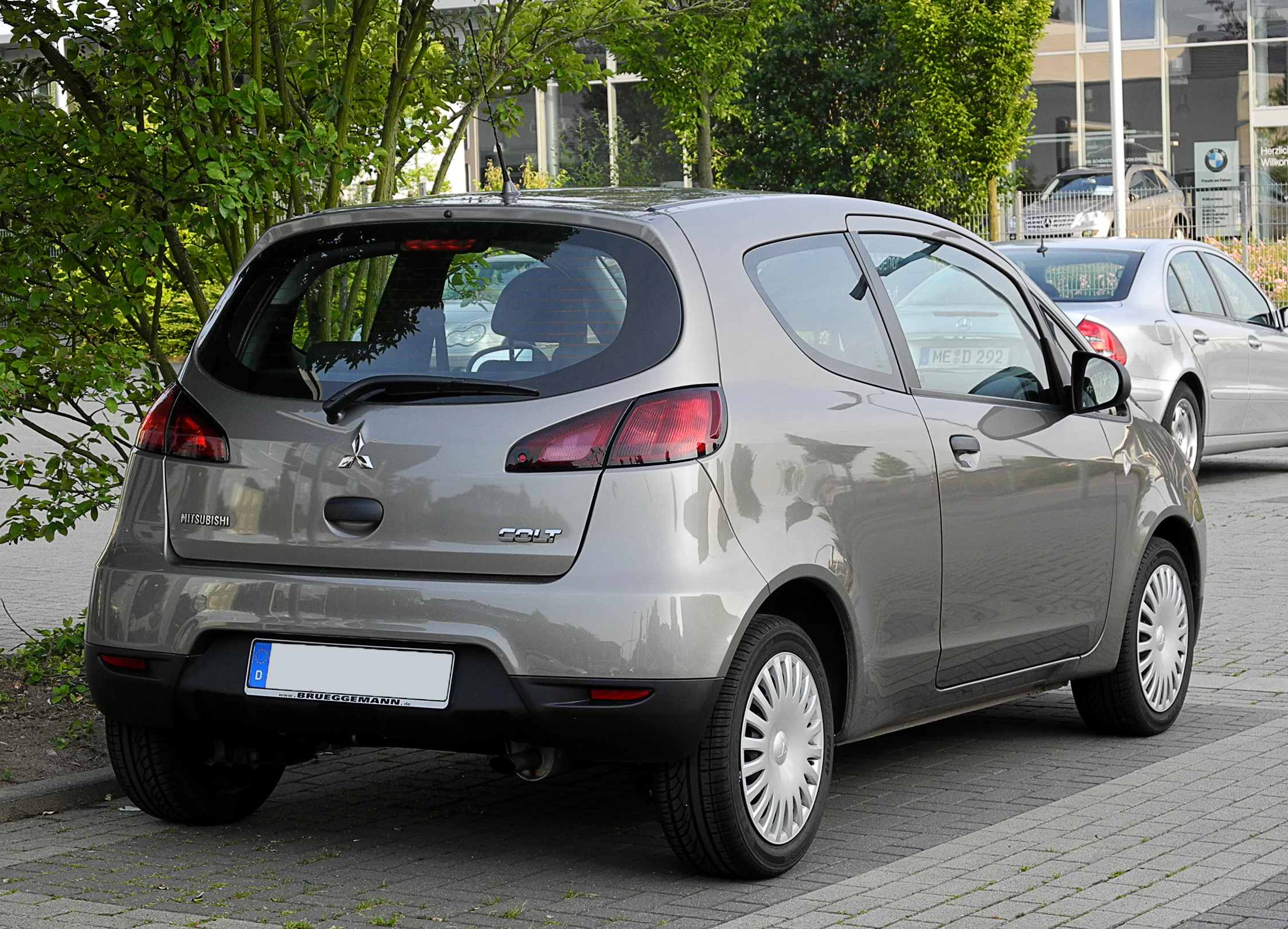
Heckansicht
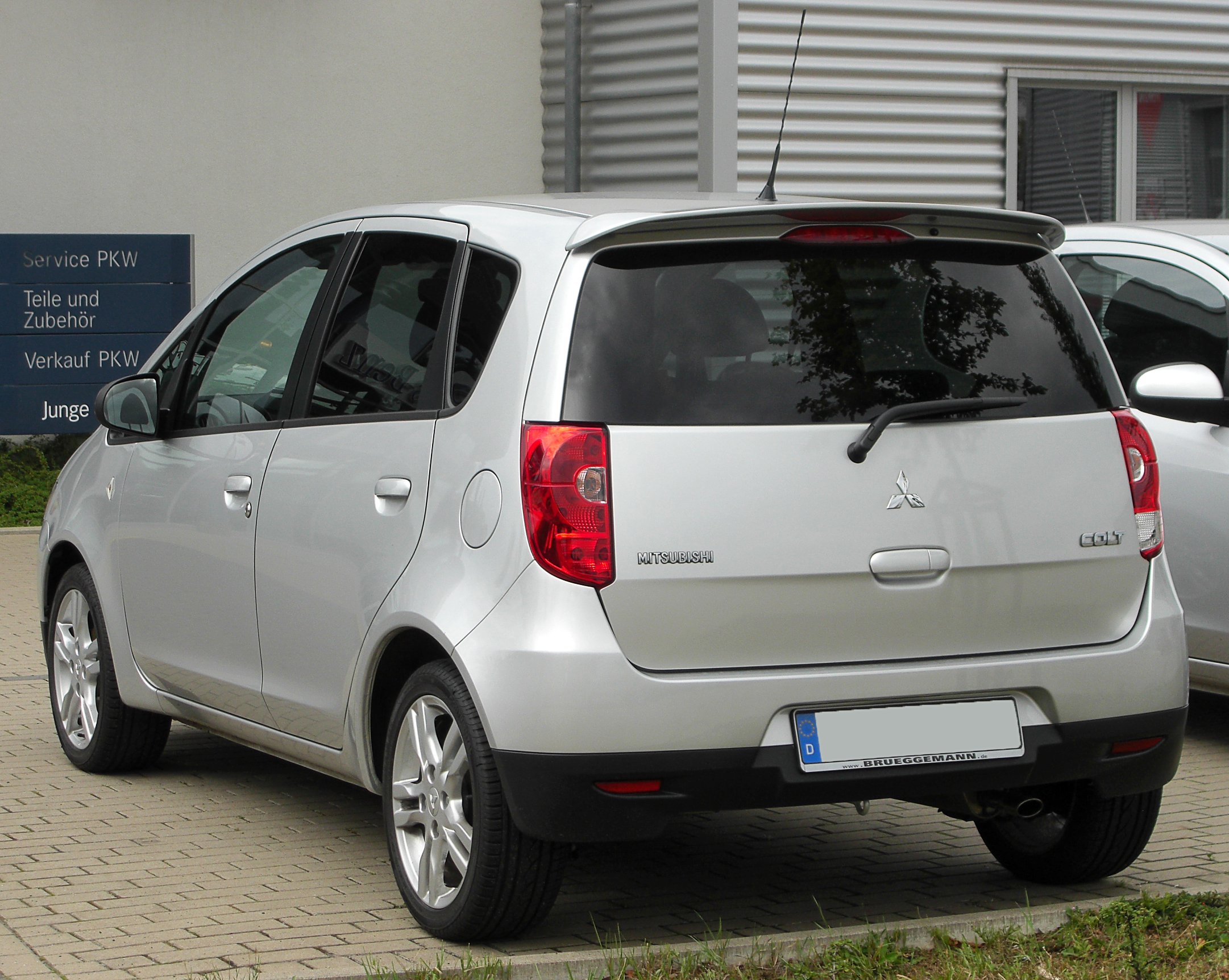
Mitsubishi Colt Fünftürer (2008–2012)

### Colt ClearTec
Der Colt ClearTec war eine ab Frühjahr 2009 erhältliche besonders verbrauchs- und emissionsarme Variante des Colt.
Technologien wie Leichtlaufreifen, eine optimierte Getriebeübersetzung, neues Motorenöl mit niedriger Viskosität und eine Start-Stopp-Automatik ermöglichen, dass Verbrauchs- und Emissionswerte weiter gesenkt wurden.

### Sondermodelle
- 2006: Remix[10]
- 2009: Polar[11]
- 2010: In Motion[12]
- 2010: In Motion PLUS[12]
- 2010: Edition[13]
- 2011: Xtra[14]
- 2012: 35 Jahre / 35 Jahre Plus[15]
- 2012: Athletic[16]

### Colt Plus
Im Jahr 2004 wurde der Colt Plus in Japan und später auch auf anderen internationalen Märkten eingeführt. Dabei handelte es sich im Wesentlichen um eine längere Version des fünftürigen Colt mit einem um rund 30 cm größeren Kofferraum.
Im Jahr 2013 führte die China Motor Corporation (CMC) als Händler von Mitsubishi-Fahrzeugen in Taiwan eine große Modellpflege des Colt Plus durch. Der überarbeitete Colt Plus wird in Taiwan weiterhin zusammen mit anderen älteren Mitsubishi-Modellen wie dem Grand Lancer (Lancer EX) verkauft.
Im Juni 2017 brachte CMC ein weiteres Facelift für den Colt Plus auf den Markt und integrierte das Dynamic Shield Design, das bereits bei anderen Mitsubishis wie dem Space Star, Outlander oder dem Eclipse Cross verwendet wird.

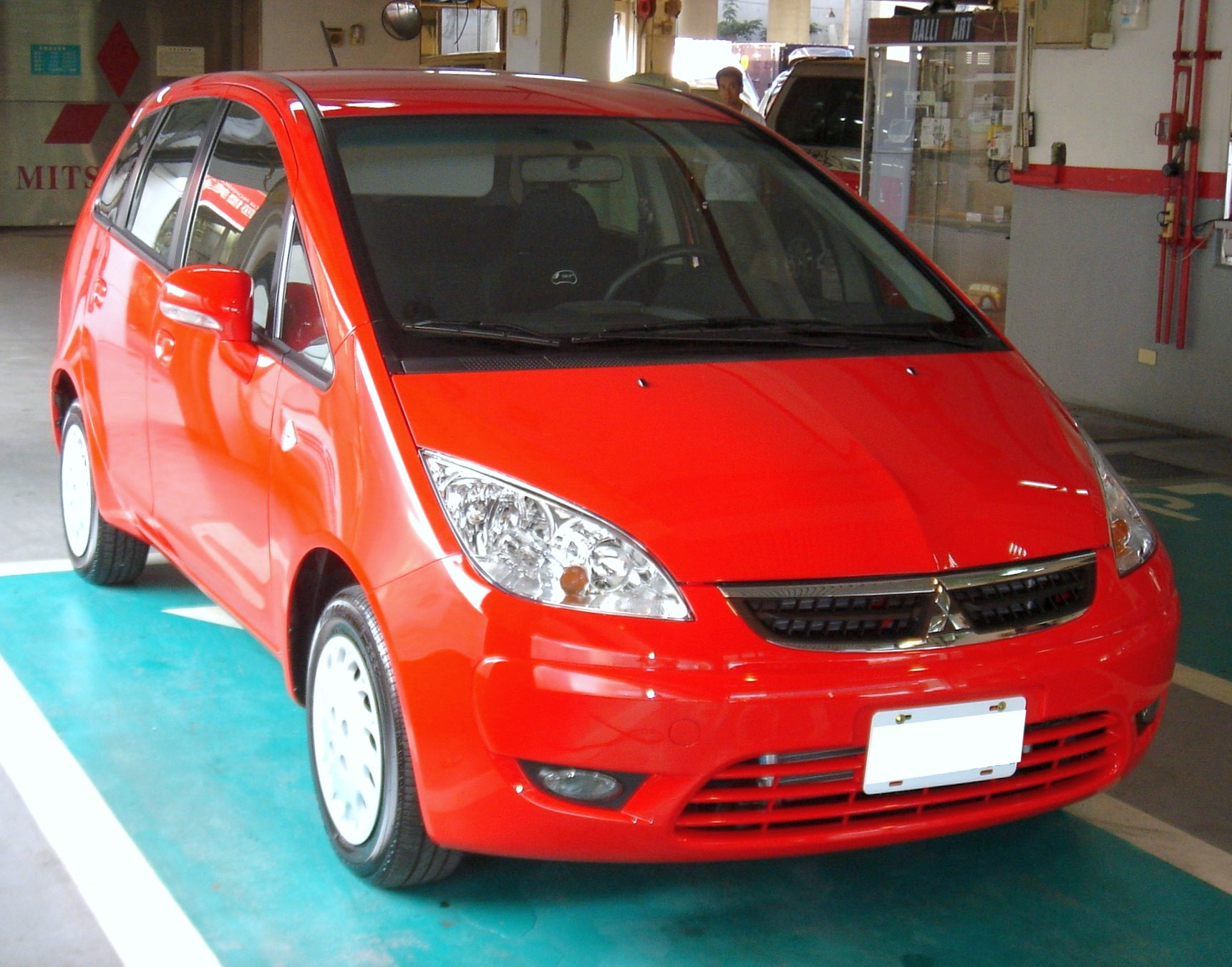
Mitsubishi Colt Plus (2004–2013; nicht in Deutschland erhältlich)
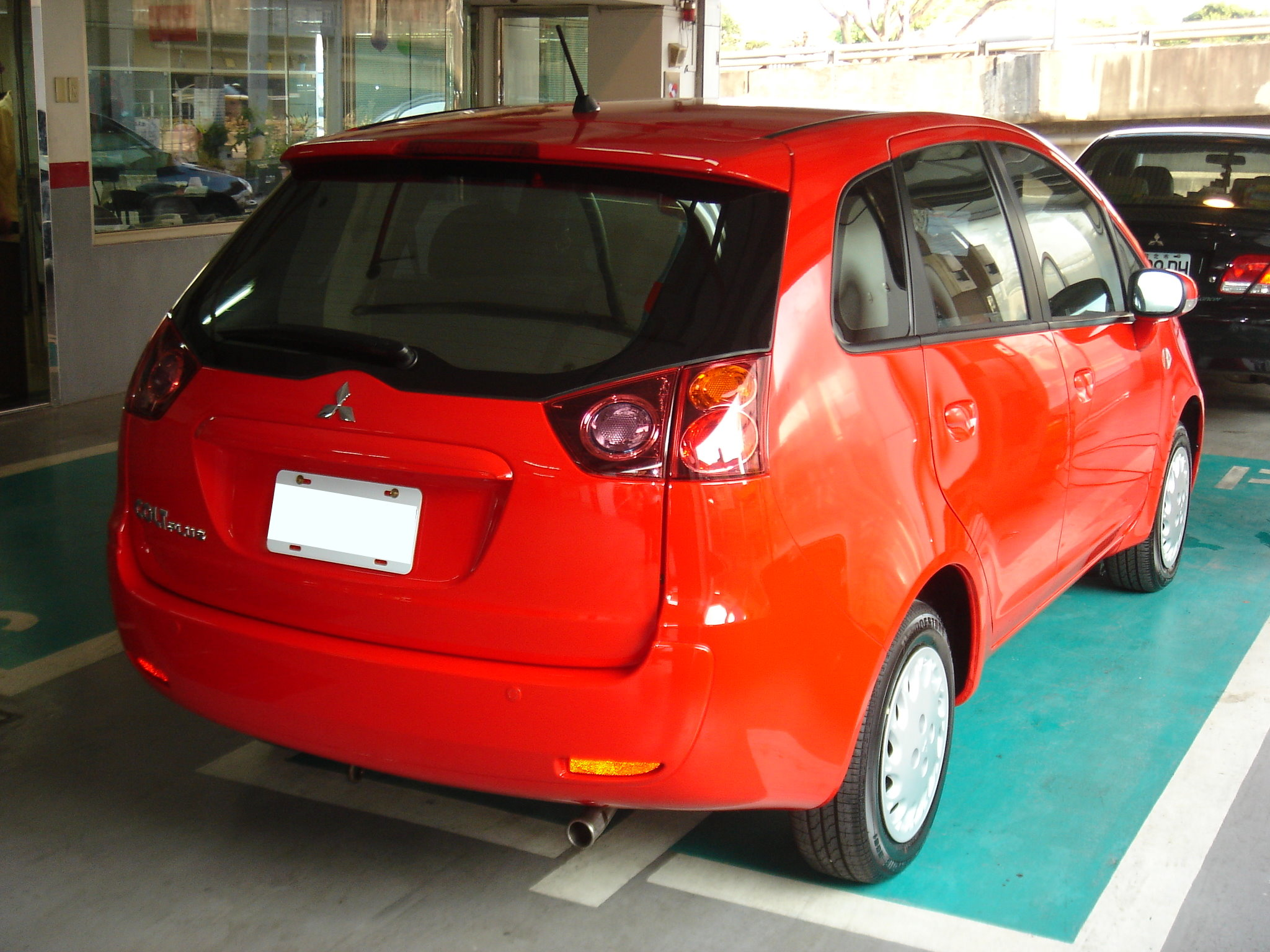
Heckansicht
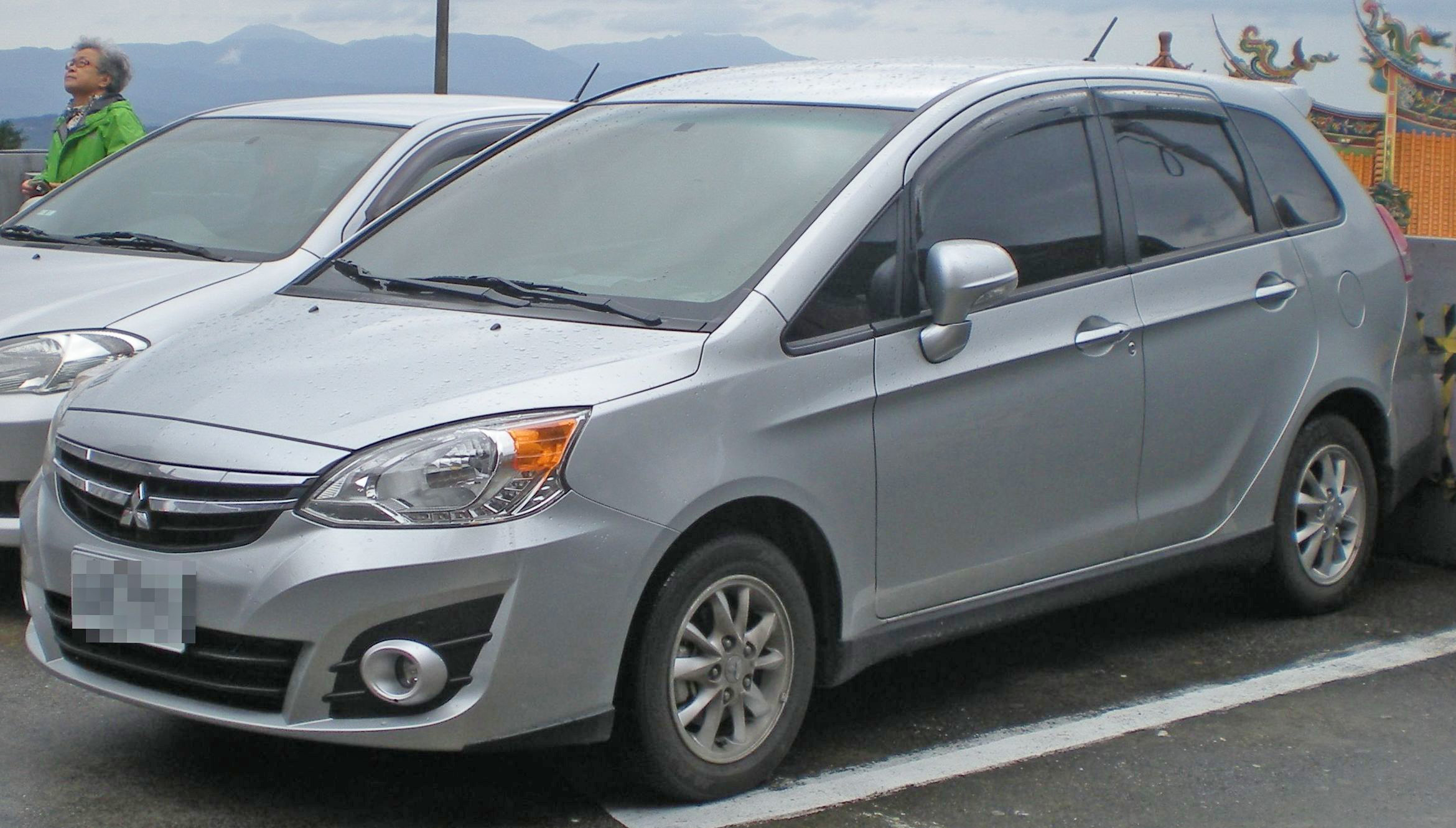
Colt Plus (2013–2016, Taiwan)
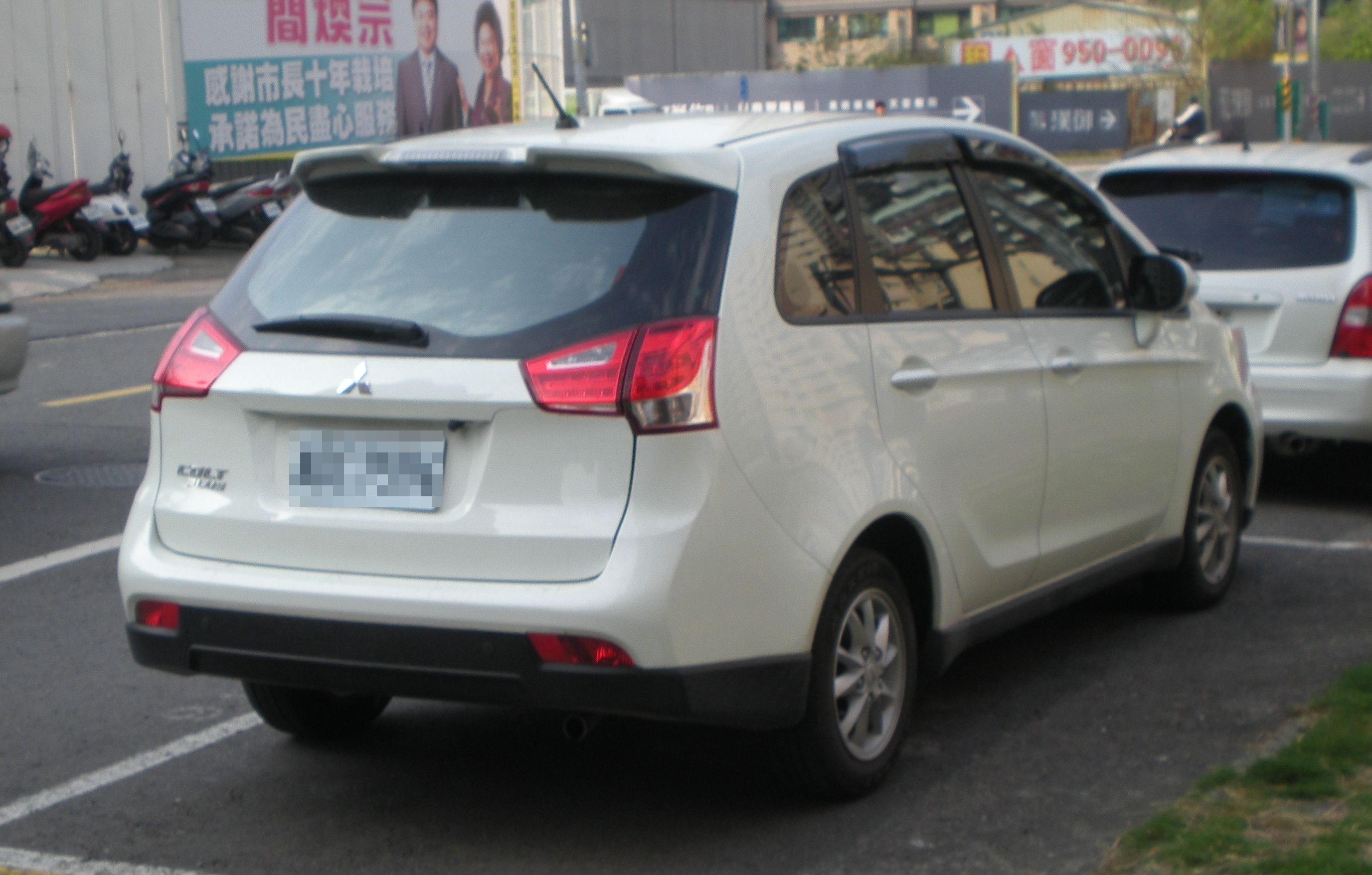
Heckansicht
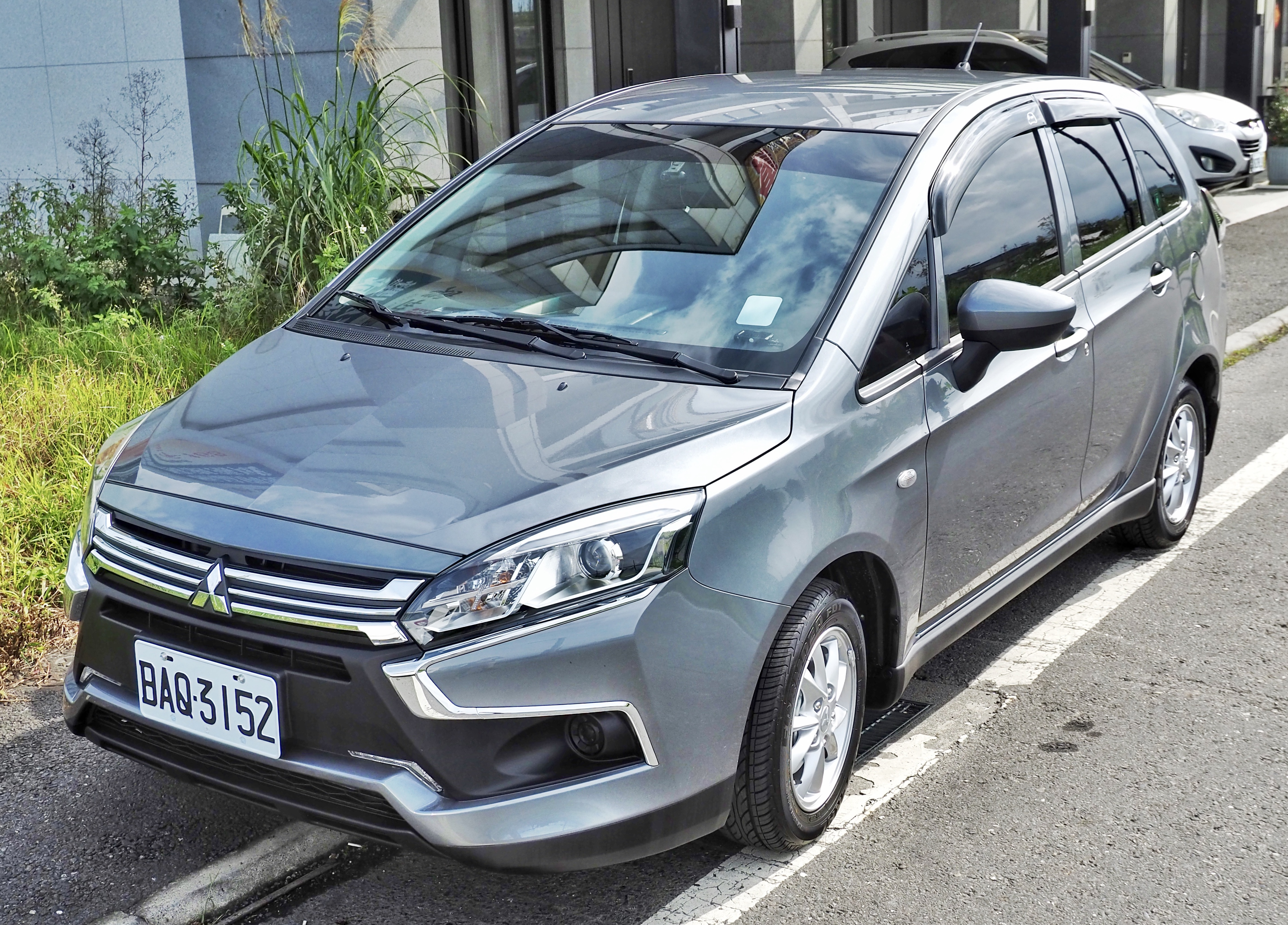
Colt Plus (seit 2017, Taiwan)
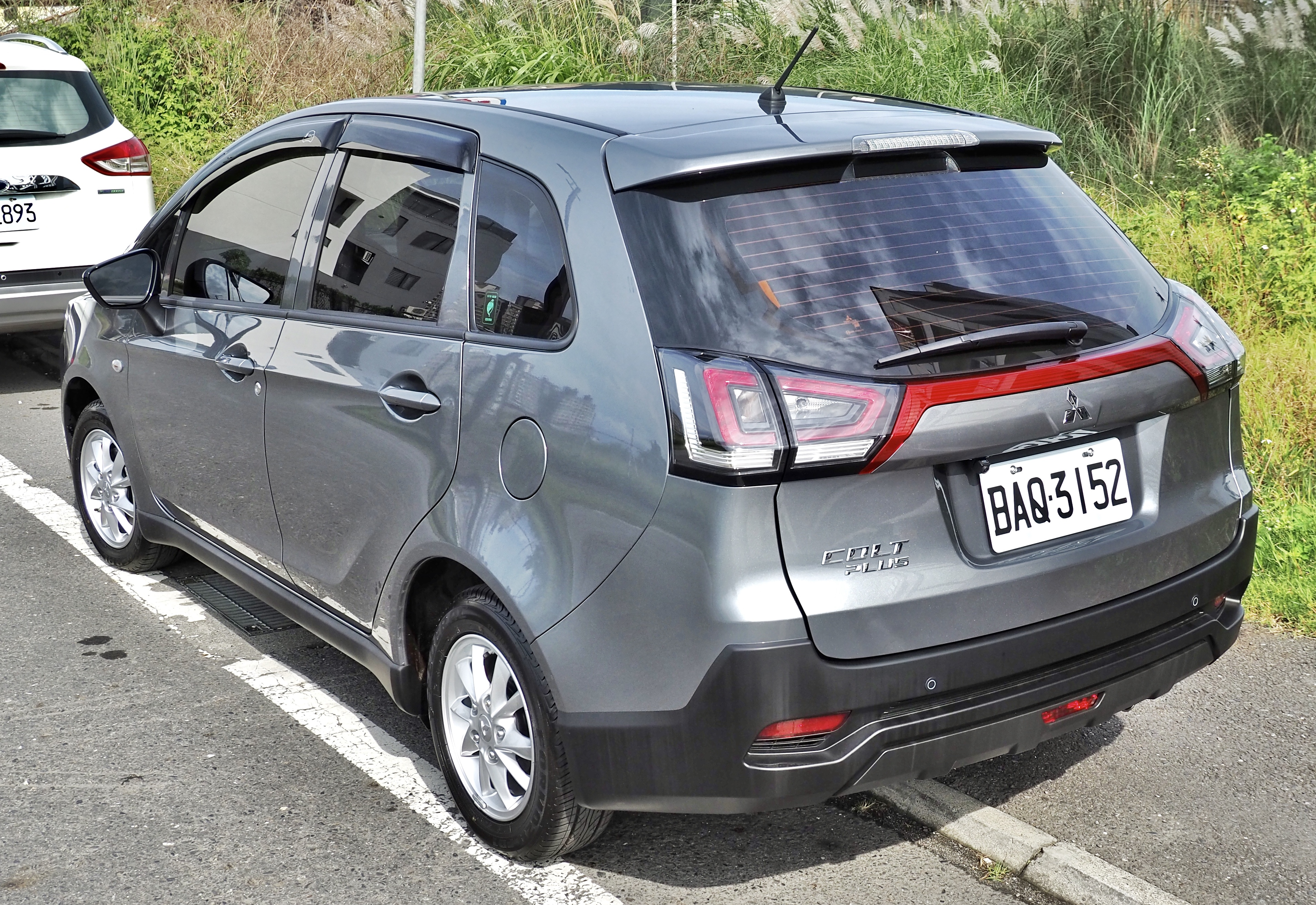
Heckansicht

## Colt (seit 2023)
Nachdem Anfang April 2022 die Rückkehr des Mitsubishi Colt verkündet wurde, hatte die siebte Generation am 8. Juni 2023 Weltpremiere. Sie basiert auf dem Renault Clio V und ist damit neben der zweiten Generation des Mitsubishi ASX ein Badge-Engineering-Modell der Marke in Kooperation mit Renault.
Im Vergleich zum Clio hat der Colt eine geänderte Front im Stil des markentypischen Dynamic-Shield-Designs mit einem anderen Kühlergrill und Tagfahrlichtelement unterhalb des Frontscheinwerfers. Auch die Heckpartie wurde leicht angepasst. Ähnlich wie beim ASX wurde beim Colt der Markenname Mitsubishi ausgeschrieben und anstelle des Logos eine Rückfahrkamera implementiert.
Der Marktstart folgte im Herbst 2023. Gebaut wird das Fahrzeug wie der Clio im türkischen Bursa.

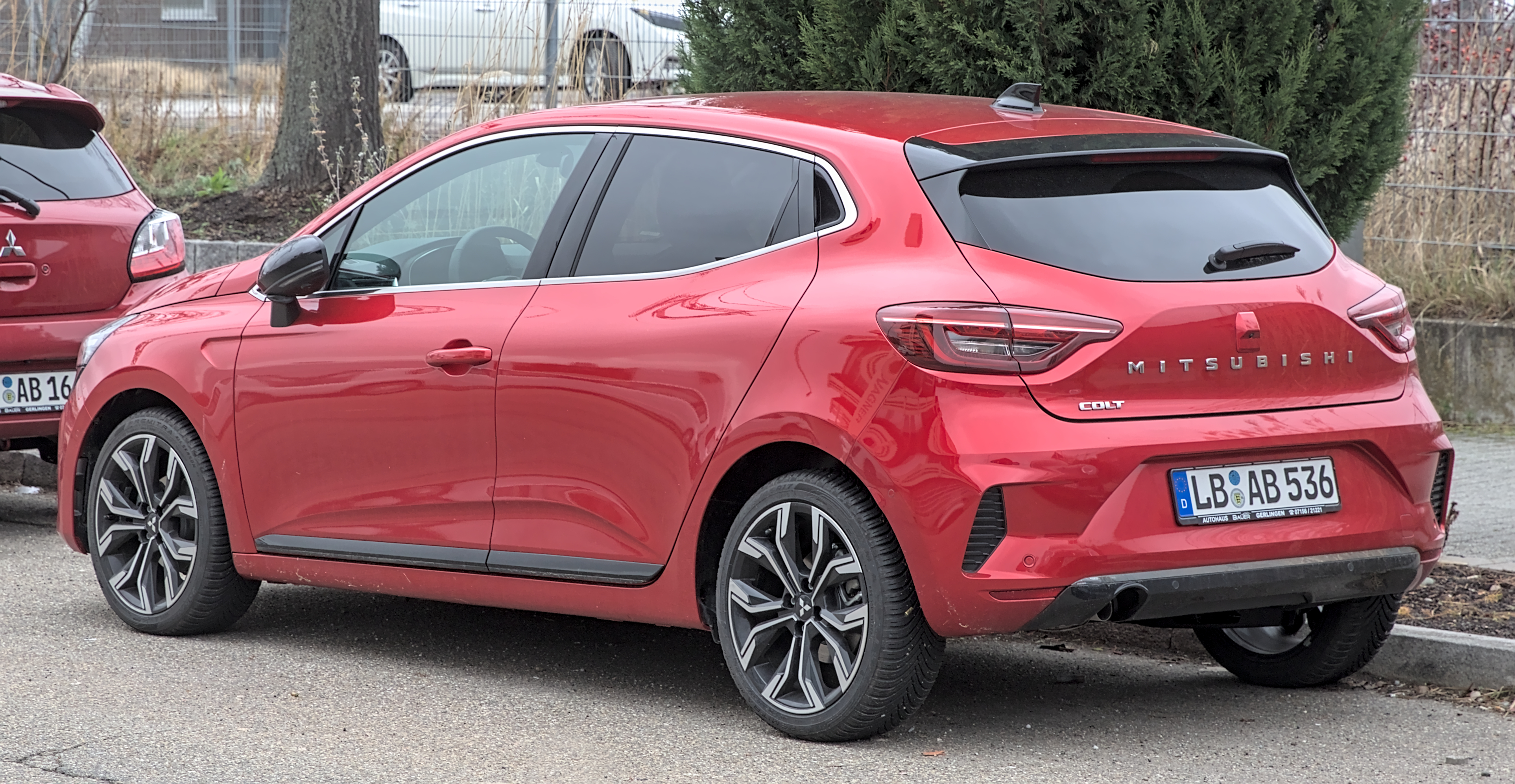
Heckansicht
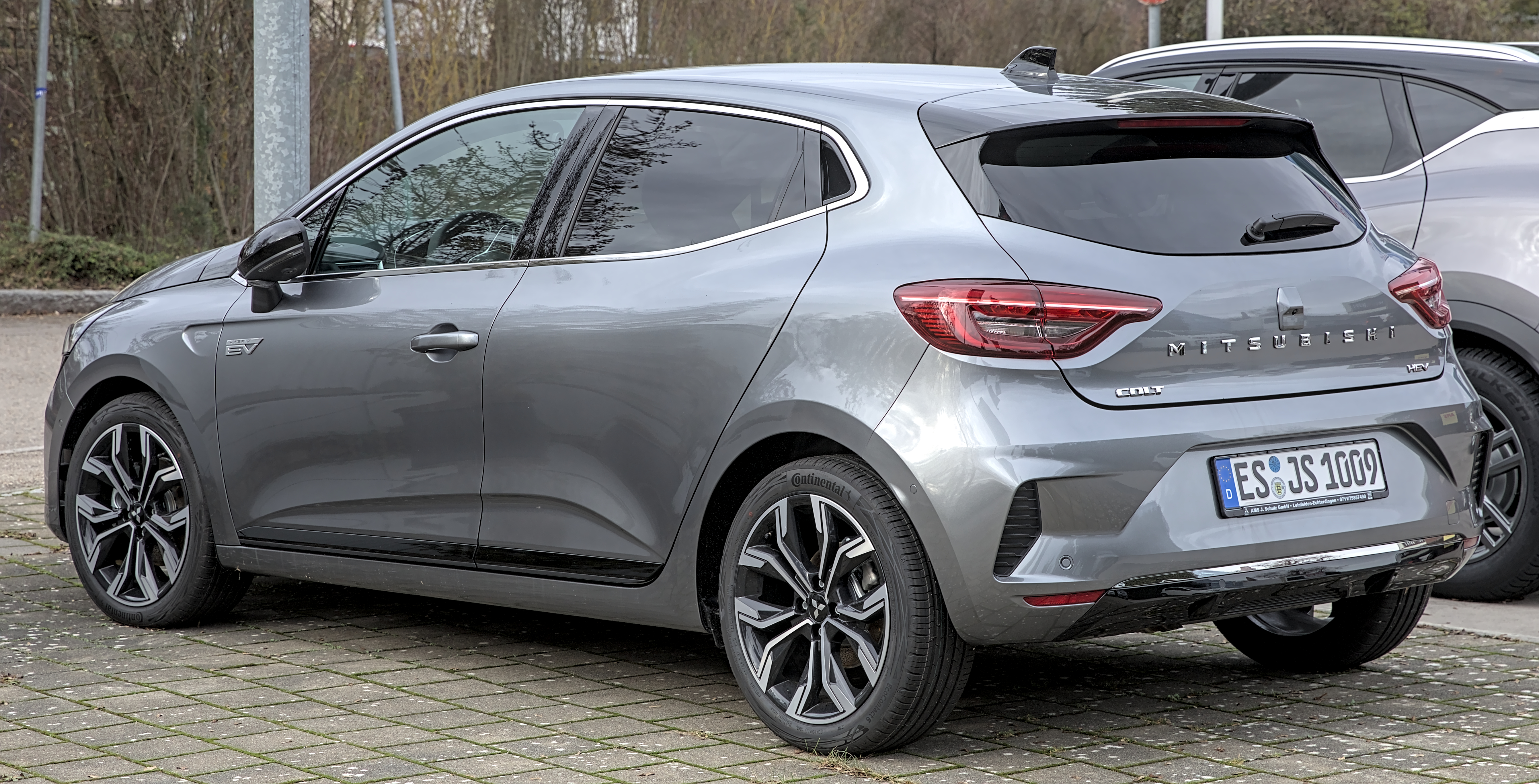
Mitsubishi Colt Hybrid (seit 2023)
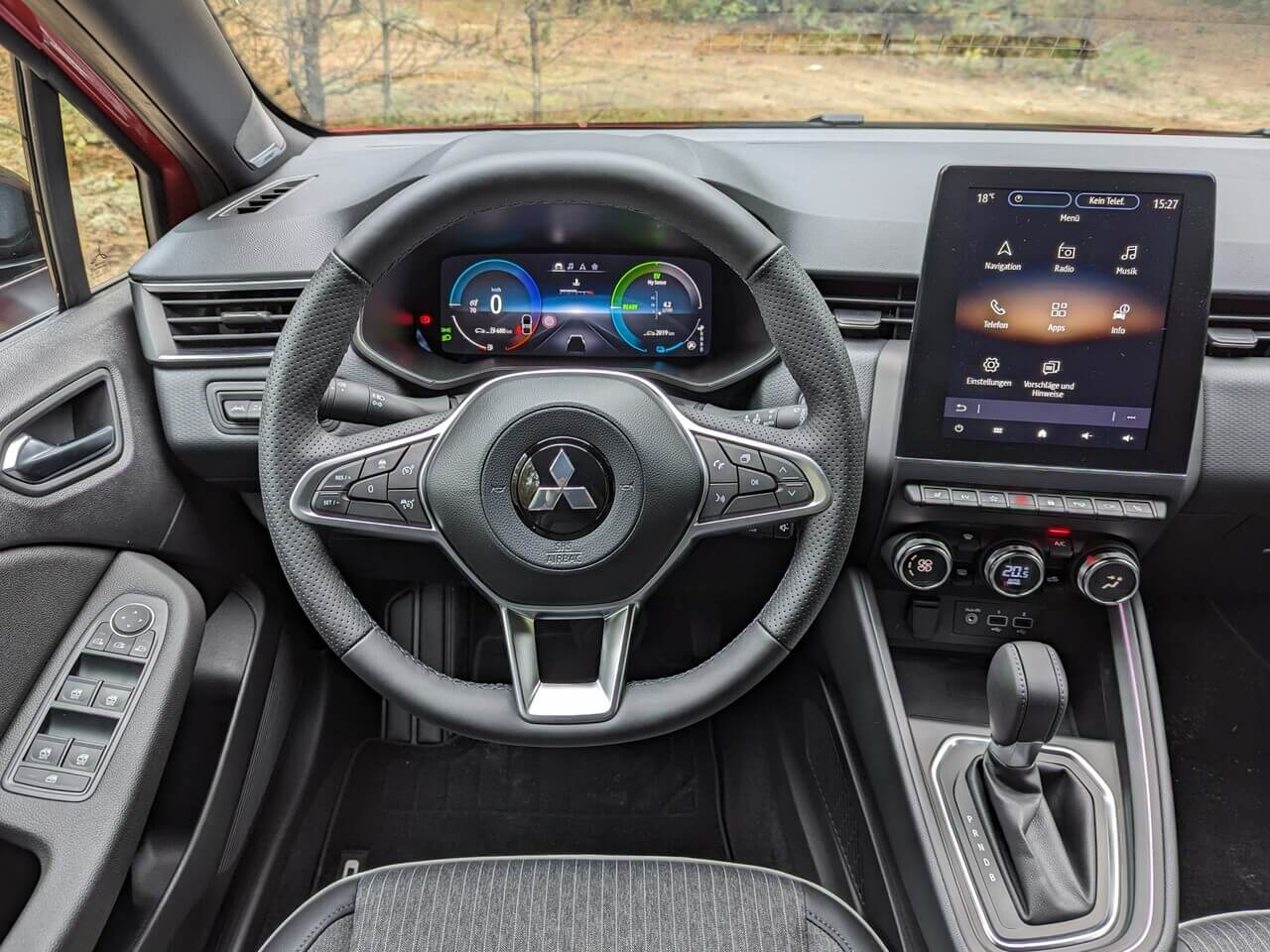
Innenraum

### Technische Daten
Vom Renault Clio V übernimmt der Colt der siebten Generation die beiden Einliter-Dreizylinder-Ottomotoren mit 49 kW (67 PS) bzw. 67 kW (91 PS) als auch den 1,6-Liter-Vierzylinder-Otto-Hybridantrieb mit einer Systemleistung von 105 kW (143 PS).
|                                           | 1.0                   | 1.0 Turbo                | 1.6 Hybrid                                                            |
| Bauzeitraum                               | seit 10/2023          | seit 10/2023             | seit 10/2023                                                          |
| Motorkenndaten                            |                       |                          |                                                                       |
| Motortyp                                  | R3-Ottomotor          | R3-Ottomotor             | R4-Ottomotor + Elektromotor                                           |
| Anzahl Ventile pro Zylinder               | 4                     | 4                        | 4                                                                     |
| Gemischaufbereitung                       | Saugrohreinspritzung  | Saugrohreinspritzung     | Saugrohreinspritzung                                                  |
| Motoraufladung                            | –                     | Turbolader               | –                                                                     |
| Hubraum                                   | 999 cm³               | 999 cm³                  | 1598 cm³                                                              |
| Verdichtungsverhältnis                    | 10,5 : 1              | 9,5 : 1                  | 10,8 : 1                                                              |
| max. Leistung bei min−1                   | 49 kW (67 PS) /6250   | 67 kW (91 PS) /4500–5000 | 105 kW (143 PS) /5600 a                                               |
| max. Drehmoment bei min−1                 | 95 Nm /3600           | 160 Nm /2000–3750        | 148 Nm /3200–3600 (205 Nm inkl. Elektromotor)                         |
| Kraftübertragung                          |                       |                          |                                                                       |
| Antrieb                                   | Vorderradantrieb      | Vorderradantrieb         | Vorderradantrieb                                                      |
| Getriebe                                  | 5-Gang-Schaltgetriebe | 6-Gang-Schaltgetriebe    | Multi-Mode-Getriebe mit 2 E-Motoren (DHT) zur Simulation von 8 Gängen |
| Messwerte                                 |                       |                          |                                                                       |
| Höchstgeschwindigkeit                     | 160 km/h              | 180 km/h                 | 180 km/h                                                              |
| Beschleunigung, 0–100 km/h                | 17,1 s                | 12,2 s                   | 9,3 s                                                                 |
| Kraftstoffverbrauch auf 100 km kombiniert | 5,2 l Super           | 5,2 l Super              | 4,1 l Super                                                           |
| CO2-Emissionen NEFZ kombiniert            | 118 g/km              | 117 g/km                 | 92 g/km                                                               |
| Tankinhalt [Flüssiggas]                   | 42 l                  | 42 l                     | 39 l                                                                  |
| Abgasnorm nach EU-Klassifikation          | Euro 6d               | Euro 6d                  | Euro 6d                                                               |
| Elektrische Auslegung                     | –                     | –                        | Akku: 1,2 kWh, Spannung: 230 VDC, kein externes Aufladen              |

### Zulassungszahlen in Deutschland
Seit Wiedereinführung des Colt im Oktober 2023 bis einschließlich Dezember 2024 sind in Deutschland 5.657 Fahrzeuge der Baureihe neu zugelassen. 1.599 davon entfielen auf die Hybrid-Variante.
| 374 \| \| |
|           |

|  |

| 490 \| \| |
|           |

|  |

| 374 \| \| |
|           |

|  |

| 490 \| \| |
|           |

|  |

| 3.684 \| \| |
|             |

|  |

| 1.109 \| \| |
|             |

|  |

| 3.684 \| \| |
|             |

|  |

| 1.109 \| \| |
|             |

|  |

| 374 \| \| |
|           |

|  |

| 490 \| \| |
|           |

|  |

| 374 \| \| |
|           |

|  |

| 490 \| \| |
|           |

|  |

| 3.684 \| \| |
|             |

|  |

| 1.109 \| \| |
|             |

|  |

| 3.684 \| \| |
|             |

|  |

| 1.109 \| \| |
|             |

|  |

| 374 \| \| |
|           |

|  |

| 490 \| \| |
|           |

|  |

| 374 \| \| |
|           |

|  |

| 490 \| \| |
|           |

|  |

| 3.684 \| \| |
|             |

|  |

| 1.109 \| \| |
|             |

|  |

| 3.684 \| \| |
|             |

|  |

| 1.109 \| \| |
|             |

|  |

| 374 \| \| |
|           |

|  |

| 490 \| \| |
|           |

|  |

| 374 \| \| |
|           |

|  |

| 490 \| \| |
|           |

|  |

| 3.684 \| \| |
|             |

|  |

| 1.109 \| \| |
|             |

|  |

| 3.684 \| \| |
|             |

|  |

| 1.109 \| \| |
|             |

|  |

|  | Benziner (4.058) |

|  | Benziner (4.058) |

|  | Benzin-Hybrid (1.599) |

|  | Benzin-Hybrid (1.599) |